# Religiones indias
Las religiones indias, a veces denominadas religiones dhármicas o religiones índicas, son originarias del subcontinente indio. Estas religiones, que engloban el hinduismo, el jainismo, el budismo y el sijismo, también se clasifican como religiones orientales. Aunque las religiones indias están conectadas a lo largo de la historia de la India, abarcan una amplia gama de comunidades religiosas y no se limitan exclusivamente al subcontinente indio.
Las pinturas rupestres mesolíticas dispersas dan testimonio de una religión prehistórica en el subcontinente indio. El pueblo Harappan, de la civilización del valle del Indo, que se extendió desde el 3300 hasta el 1300 a. C. (con su período de madurez entre el 2600 y el 1900 a. C.), poseyó una cultura urbanizada temprana que precedió a la religión védica.
La historia documentada de las religiones indias comienza con la religión védica histórica. Las prácticas religiosas de los primeros indo-iranios fueron recopiladas y posteriormente redactadas en los Vedas, además de en los Agamas de origen dravídico. El período de composición, redacción y comentario de estos textos se denomina período védico, que se extendió aproximadamente desde el 1750 hasta el 500 a. C.. Las partes filosóficas de los Vedas se condensaron en los Upanishads, a menudo conocidos como Vedānta, interpretados de diversas maneras para referirse a los "últimos capítulos o partes del Veda" o al "objeto y propósito más elevado del Veda". Los primeros Upanishads datan todos de antes de la Era Común; de los once principales Upanishads, es probable que cinco se hayan compuesto antes del siglo VI a. C. y contienen las primeras menciones de Yoga y Moksha.
| Religión | Población     |
| -------- | ------------- |
| Hindúes  | 1200 millones |
| Budistas | 520 millones  |
| Sijes    | 30 millones   |
| Jainas   | 6 millones    |
| Otros    | 4 millones    |
| Total    | 1760 millones |

El período śramaṇa, que abarcó desde el 800 hasta el 200 a. C., marca un "punto de inflexión entre el hinduismo védico y el hinduismo puránico". El movimiento śramaṇa, una antigua corriente religiosa india paralela pero separada de la tradición védica, a menudo desafiaba muchos de los conceptos védicos y upanishádicos sobre el alma (Atman) y la última realidad (Brahman). En el siglo VI a. C., el movimiento śramaṇico maduró en el jainismo y el budismo y fue responsable de la división de las religiones indias en dos ramas filosóficas principales: la astika, que venera los Vedas (por ejemplo, las seis escuelas ortodoxas del hinduismo) y la nastika (por ejemplo, el budismo, el jainismo, el Charvaka, etc.). Sin embargo, ambas ramas compartían conceptos afines como el Yoga, saṃsāra (el ciclo de nacimiento y muerte) y moksha (la liberación de ese ciclo).
El período puránico (200 a. C. – 500 d. C.) y la Alta Edad Media (500 – 1100 d. C.) dieron lugar a nuevas configuraciones del hinduismo, especialmente el bhakti, el shaivismo, el shaktismo, el vaishnavismo, el smarta y grupos más pequeños como los conservadores shrauta.
El primer período islámico (1100 – 1500 d. C.) también generó nuevos movimientos. El sijismo se fundó en el siglo XV a partir de las enseñanzas del gurú Nanak y los nueve gurús sijes sucesivos en el norte de la India. La gran mayoría de sus seguidores son originarios de la región del Punyab. Durante el período de dominación británica en la India, surgió una reinterpretación y síntesis del hinduismo que contribuyó al movimiento independentista indio.

## Historia

### Periodización
El historiador escocés James Mill, en su obra fundamental "Historia de la India británica" (1817), distinguió tres fases en la historia de la India: los periodos hindú, musulmán y británico. Esta periodización ha sido objeto de críticas debido a las ideas erróneas que ha suscitado. Otra forma de periodización es la división en "periodos antiguo, clásico, medieval y moderno"; sin embargo, esta también ha recibido críticas.
Romila Thapar señala que la división de los periodos hindú-musulmán-británico de la historia india otorga demasiada importancia a "las dinastías gobernantes y las invasiones extranjeras", descuidando la historia socioeconómica, que a menudo muestra una fuerte continuidad. La división en Antiguo-Medieval-Moderno pasa por alto el hecho de que las conquistas musulmanas ocurrieron entre los siglos VIII y XIV y que el sur nunca fue completamente conquistado. Según Thapar, una periodización también podría basarse en "cambios sociales y económicos significativos" que no están necesariamente relacionados con un cambio en los poderes gobernantes.
Smart y Michaels parecen seguir la periodización de Mill, mientras que Flood y Muesse siguen la periodización de "periodos antiguo, clásico, medieval y moderno". Una periodización más detallada podría ser la siguiente:
- Prehistoria india, incluida la civilización del valle del Indo (hasta c. 1750 a. C.)
- Edad de Hierro, incluido el periodo védico (c. 1750-600 a. C.)
- "Segunda urbanización (c. 600-200 a. C.)
- Periodo clásico (c. 200 a. C.-1200 d. C.)[nota 7]
  - Periodo preclásico (c. 200 a. C.-320 d. C.)
  - "Edad de Oro" (Imperio Gupta) (c. 320-650 d. C.)
- Periodo tardoclásico (c. 650-1200 d. C.)
- Periodo medieval (c. 1200-1500 d. C.)
- Modernidad temprana (c. 1500-1850)
- Periodo moderno (Raj británico e independencia) (desde 1850)

### Religiones prevedicas (antes de c. 1750 a.C.)

#### Prehistoria

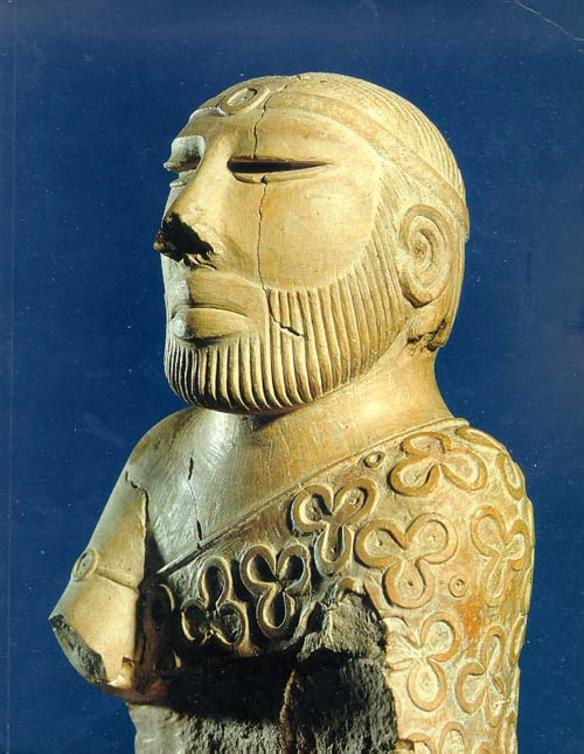
"Rey Sacerdote" de la civilización del Valle del Indo

La religión más antigua seguida por los pueblos del subcontinente indio, incluidos los del valle del Indo y del Ganges, probablemente fue el animismo local, el cual no contó con misioneros.
Las pinturas rupestres mesolíticas dispersas, como las de Bhimbetka, que representan danzas y rituales, atestiguan la existencia de una religión prehistórica en el subcontinente indio. Los agricultores neolíticos que habitaban el valle del río Indo enterraban a sus muertos de manera que sugería prácticas espirituales que incorporaban nociones de una vida después de la muerte y la creencia en la magia. Otros yacimientos de la Edad de Piedra del sur de Asia, como los abrigos rocosos de Bhimbetka, en el centro de Madhya Pradesh y los petroglifos de Kupgal, en el este de Karnataka, contienen arte rupestre que representa ritos religiosos y pruebas de una posible música ritual.

#### Civilización del Valle del Indo
La religión y el sistema de creencias de los pueblos del valle del Indo han recibido considerable atención, especialmente en lo que respecta a la identificación de los precursores de las deidades y prácticas religiosas de las religiones indias que se desarrollaron posteriormente en la región. Sin embargo, debido a la escasez de pruebas, que son susceptibles de diversas interpretaciones y al hecho de que la escritura del Indo aún no ha sido descifrada, las conclusiones son en parte especulativas y se fundamentan en gran medida en una visión retrospectiva desde una perspectiva hindú mucho más tardía. Un trabajo temprano e influyente en esta área, que estableció la tendencia de las interpretaciones hindúes de las pruebas arqueológicas de los yacimientos de Harappa, fue el de John Marshall. En 1931, identificó las siguientes características destacadas de la religión del Indo: un Gran Dios Masculino y una Diosa Madre; la deificación o veneración de animales y plantas; la representación simbólica del falo (Lingam) y la vulva (Ioni); y el uso de baños y agua en la práctica religiosa. Las interpretaciones de Marshall han sido ampliamente debatidas y, en ocasiones, cuestionadas durante las décadas siguientes.

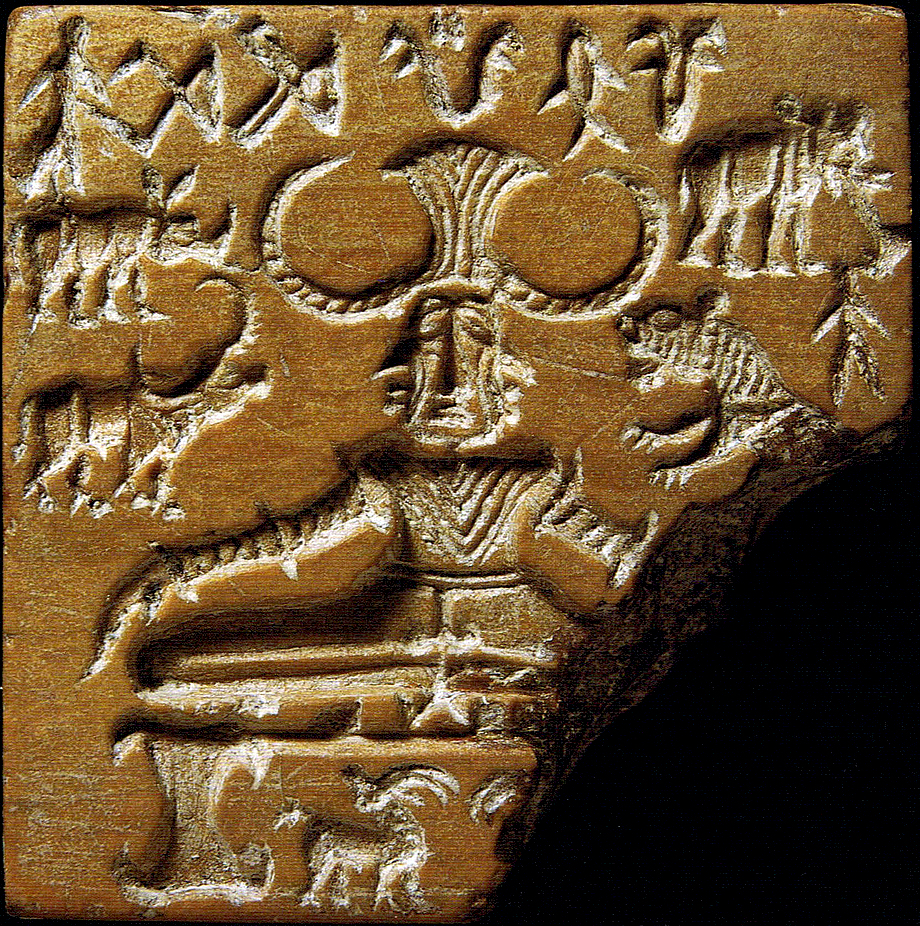
El llamado sello de Pasupati, que muestra una figura sentada y posiblemente itifálica, rodeada de animales.

Un sello del valle del Indo muestra una figura sentada, posiblemente con características fálicas y tres cabezas, llevando un tocado de cuernos y rodeada de animales. Marshall identificó esta figura como una representación temprana del dios hindú Shiva (o Rudra), asociado con el ascetismo, el yoga y el Lingam, a menudo representado con tres ojos y considerado señor de los animales. Por esto, el sello es conocido como el Sello de Pasupati, basado en Pasupati (señor de todos los animales), un epíteto de Shiva.Aunque el trabajo de Marshall ha recibido cierto respaldo, muchos críticos y partidarios han presentado objeciones diversas. Doris Srinivasan ha argumentado que la figura no posee tres caras ni adopta una postura yóguica y que en la literatura védica Rudra no era protector de los animales salvajes. Herbert Sullivan y Alf Hiltebeitel también rechazaron las conclusiones de Marshall. El primero sostiene que la figura era femenina, mientras que el segundo relaciona la figura con Mahisha, el Dios Búfalo y los animales circundantes con Vájana (vehículos) de deidades para los cuatro puntos cardinales. En 2002, Gregory L. Possehl llegó a la conclusión de que, si bien sería adecuado reconocer la figura como una deidad, considerarla un proto-Shiva debido a su asociación con el búfalo de agua y su postura de disciplina ritual sería exagerado. A pesar de las críticas a la asociación de Marshall del sello con un icono proto-Shiva, los jainistas, bajo la interpretación de Vilas Sangave, lo han interpretado como el Tirthankara Rishabha, mientras que los budistas, bajo la interpretación de historiadores como Heinrich Zimmer y Thomas McEvilley, lo han relacionado con un Buda primitivo. Además, se plantea que existe algún vínculo entre el primer Tirthankara jainista Rishabha y la civilización del valle del Indo.
Marshall propuso la existencia de un culto de adoración a la Diosa Madre en base a la excavación de varias figurillas femeninas, sugiriendo que podría ser precursor del shaktismo hindú. No obstante, la función de estas figurillas en la vida de los habitantes del valle del Indo sigue siendo incierta y Possehl no considera que las pruebas de la hipótesis de Marshall sean "terriblemente sólidas". En la actualidad, se cree que algunos de los Betilo interpretados por Marshall como representaciones fálicas sagradas en realidad se utilizaban como morteros o fichas de juego. Asimismo, las piedras anulares que se creía que simbolizaban el Ioni se han determinado como elementos arquitectónicos utilizados para sostener pilares, aunque no se puede descartar la posibilidad de que tuvieran un simbolismo religioso.
Varios sellos del Valle del Indo presentan animales, algunos de los cuales son llevados en procesión, mientras que otros exhiben criaturas quiméricas. Un sello de Mohen-jodaro representa a un ser mitad humano, mitad búfalo, que se enfrenta a un tigre, sugiriendo una posible referencia al mito sumerio en el que la diosa Aruru crea un monstruo similar para enfrentar a Gilgamesh. Algunos sellos muestran a un hombre con un sombrero de dos cuernos y una planta, sentado en un trono rodeado de animales. Algunos académicos teorizan que esta figura podría ser un predecesor de Shiva, con el sombrero compartido por algunas divinidades y reyes sumerios.
A diferencia de las contemporáneas civilizaciones egipcias y mesopotámicas, el valle del Indo carece de imponentes palacios, aunque las ciudades excavadas indican que la sociedad poseía el conocimiento de ingeniería necesario. Esto podría sugerir que, de haber ceremonias religiosas, estas se limitaban en su mayoría a hogares individuales, pequeños templos o espacios al aire libre. Aunque Marshall y otros estudiosos posteriores han propuesto varios sitios como posibles lugares dedicados a fines religiosos, actualmente se cree que solo el Gran Baño de Mohenjo-daro fue utilizado de esta manera, sirviendo como lugar de purificación ritual. Las prácticas funerarias de la civilización Harappan se caracterizan por su diversidad, evidenciando entierros en posición supina, entierros fraccionados donde el cuerpo se descomponía en restos óseos antes de su entierro final, e incluso prácticas de incineración.

### Período védico (1750-800 a.C.)
La historia documentada de las religiones indias comienza con la religión védica histórica, que abarca las prácticas religiosas de los primeros indoarios. Estas prácticas fueron recopiladas y posteriormente redactadas en los samhitas, conocidos comúnmente como los vedas, que consisten en cuatro colecciones canónicas de himnos o mantras compuestos en sánscrito arcaico. Estos textos, llamados shruti (textos revelados), ocupan un lugar central en el hinduismo. El período de composición, redacción y comentario de estos textos se conoce como período védico, que tuvo lugar aproximadamente entre 1750 y 500 a. C..
El período védico es especialmente notable por la composición de los cuatro Vedas, los Brahmanas y los antiguos Upanishads. Estos últimos son presentados como discusiones sobre rituales, mantras y conceptos presentes en los cuatro Vedas. En la actualidad, estos son algunos de los más importantes de los textos cánones del hinduismo y constituyen la codificación de gran parte de lo que se convirtió en el núcleo de las creencias hindúes.
Algunos eruditos hindúes modernos utilizan el término "religión védica" de manera intercambiable con "hinduismo". Según Sundararajan, el hinduismo también es conocido como religión védica. Otros autores sostienen que los Vedas contienen "las verdades fundamentales sobre el dharma hindú", que representa "la versión moderna del antiguo dharma védico". El Arya Samaj reconoce la religión védica como el auténtico hinduismo. No obstante, según Jamison y Witzel:

"… denominar a este período como hinduismo védico es una contradicción en términos, ya que la religión védica difiere significativamente de lo que comúnmente llamamos religión hindú, tanto como la antigua religión hebrea difiere de la religión cristiana medieval y moderna. Sin embargo, la religión védica puede considerarse como precursora del hinduismo" 

#### Primer periodo védico - primeras composiciones védicas (c. 1750-1200 a.C.)
Los rishis, quienes compusieron los himnos del Rigveda, eran considerados poetas y videntes inspirados.
El modo de culto consistía en la realización de Yajna, sacrificios que implicaban la inmolación y sublimación de los havana sámagri (preparados de hierbas) en el fuego. Esto iba acompañado por el canto de Samans y el "murmullo" de Yajus, los mantras sacrificiales. El significado sublime de la palabra "yajna" se deriva del verbo sánscrito "yaj", que tiene un triple significado: adoración a las deidades (devapujana), unidad (saògatikaraña) y caridad (dána). Un elemento esencial era el fuego del sacrificio, el divino Agni, en el que se vertían las oblaciones. Se creía que todo lo que se ofrecía en el fuego llegaba a Dios.
Los conceptos centrales de los Vedas son Satya y Rta. "Satya" se deriva de "Sat", el participio presente de la raíz verbal "as", que significa "ser, existir, vivir". "Sat" significa "lo que realmente existe [...] la verdad realmente existente; el Bien", y "Sat-ya" significa "es-dad". "Rta", que significa "lo que está propiamente unido; orden, regla; verdad", es el principio de orden natural que regula y coordina el funcionamiento del universo y todo lo que contiene. "Satya" (la verdad como ser) y "rita" (la verdad como ley) son los principios primarios de la Realidad y su manifestación es el trasfondo de los cánones del dharma, o una vida de rectitud. "Satya" es el principio de integración enraizado en el Absoluto, mientras que "rita" es su aplicación y función como regla y orden que opera en el universo. Conformarse con "Ṛta" permitiría el progreso, mientras que su violación conduciría al castigo. Panikkar observa:

"Ṛta es el fundamento último de todo; es 'lo supremo', aunque esto no debe entenderse en un sentido estático. [...] Es la expresión del dinamismo primordial inherente a todo..."

El término "ṛta" es heredado de la religión protoindoirania, la religión de los pueblos indoiranios anteriores a las primeras escrituras védicas (indoarias) y zoroastrianas (iranias). "Asha" es el término en la lengua Avestan (correspondiente a la lengua védica "ṛta") para un concepto de importancia cardinalen la teología y doctrina Zoroastriana. El término "dharma" ya se utilizaba en el pensamiento brahmánico, donde se concebía como un aspecto de "Rta".
Los principales filósofos de esta época fueron los Rishis Narayana, Kanva, Rishaba, Vamadeva y Angiras.

#### Periodo védico medio (c. 1200-850 a.C.)
Durante el periodo védico medio se compusieron los mantras del Yajurveda y los textos brahmanes más antiguos. Los brahmanes se convirtieron en poderosos intermediarios.
Las raíces históricas del jainismo en la India se remontan al siglo IX a. C., con el surgimiento de Parshvanatha y su filosofía no violenta.

#### Periodo védico tardío (desde 850 a.C.)
La religión védica evolucionó hacia el hinduismo y el vedanta, una vía religiosa que se considera a sí misma la "esencia" de los Vedas e interpreta el panteón védico como una visión unitaria del universo en la que "Dios" (Brahman) se considera inmanente y trascendente en las formas de Ishvara y Brahman. Este sistema de pensamiento posvédico, junto con los Upanishads y textos posteriores como las epopeyas (en concreto, el Gita del Mahabharata), es uno de los principales componentes del hinduismo moderno. Las tradiciones ritualistas de la religión védica se conservan en la tradición conservadora Śrauta.

### Sanscritización
Desde la época védica, "gentes de muchos estratos sociales de todo el subcontinente tendieron a adaptar su vida religiosa y social a las normas brahmánicas", un proceso a veces denominado sanscritización, que se refleja en la tendencia a identificar a las deidades locales con los dioses de los textos sánscritos.

### Periodo shramánico (c. 800-200 a.C.)

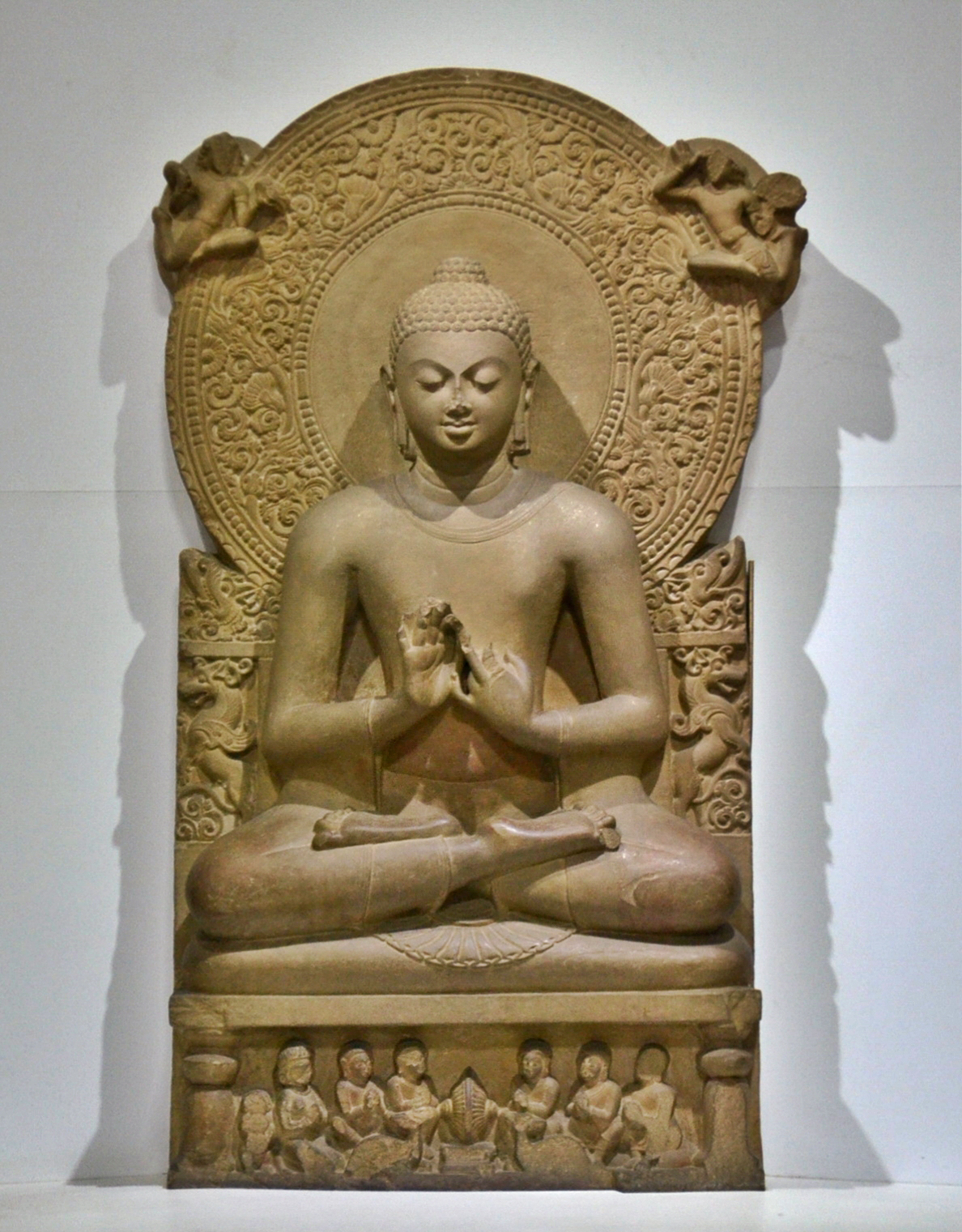
Estatua de Buda Gautama de Sarnath, Uttar Pradesh, India, siglo IV d. C.

Durante la época de los movimientos de reforma shramánica, "se perdieron muchos elementos de la religión védica". Según Michaels, "está justificado ver un punto de inflexión entre la religión védica y las religiones hindúes".

#### Periodo védico tardío – Brahmanas yUpanishads–Vedanta(850–500 a.C.)
El periodo védico tardío (siglos IX a VI a. C.) marca el comienzo del periodo upanisádico o vedántico. Este periodo anunció el comienzo de gran parte de lo que se convirtió en el hinduismo clásico, con la composición de los Upanishads ,más tarde las epopeyas sánscritas, seguidas aún más tarde por los puranas.

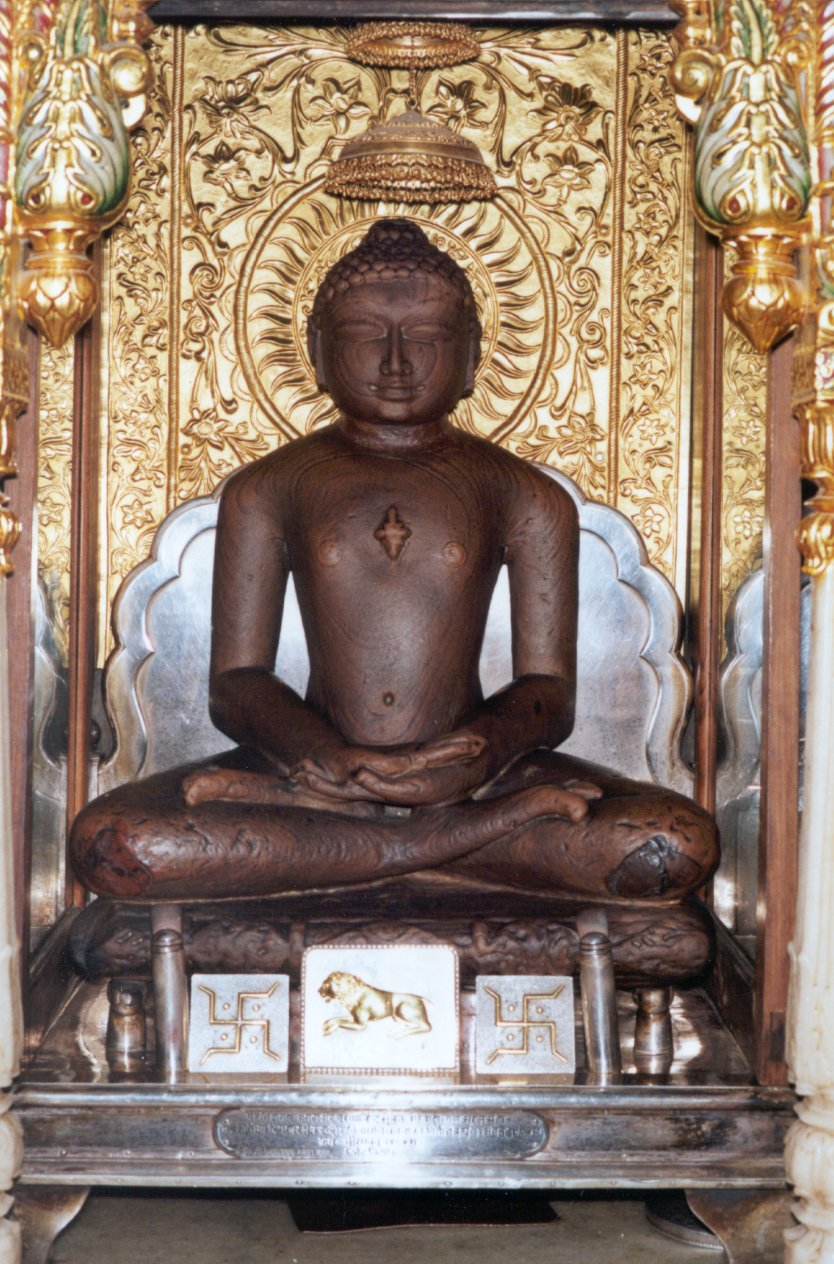
El ídolo de Mahavira, el 24º y último Tirthankara del jainismo.

Los Upanishads constituyen la base especulativo-filosófica del hinduismo clásico y se conocen como Vedanta (conclusión de los Vedas). Los Upanishads más antiguos lanzaron ataques de intensidad creciente contra el ritual. En el Brihadaranyaka Upanishad se califica de animal doméstico de los dioses a todo aquel que adora a una divinidad distinta del Ser. El Mundaka lanza el ataque más mordaz contra el ritual al comparar a quienes valoran el sacrificio con una barca insegura a la que la vejez y la muerte alcanzan sin cesar.
Los eruditos creen que Parsva, el vigésimo tercer tirthankara jainista, vivió durante este periodo en el siglo IX a. C..

#### Surgimiento de la tradición chamánica (siglos VII-V a.C.)

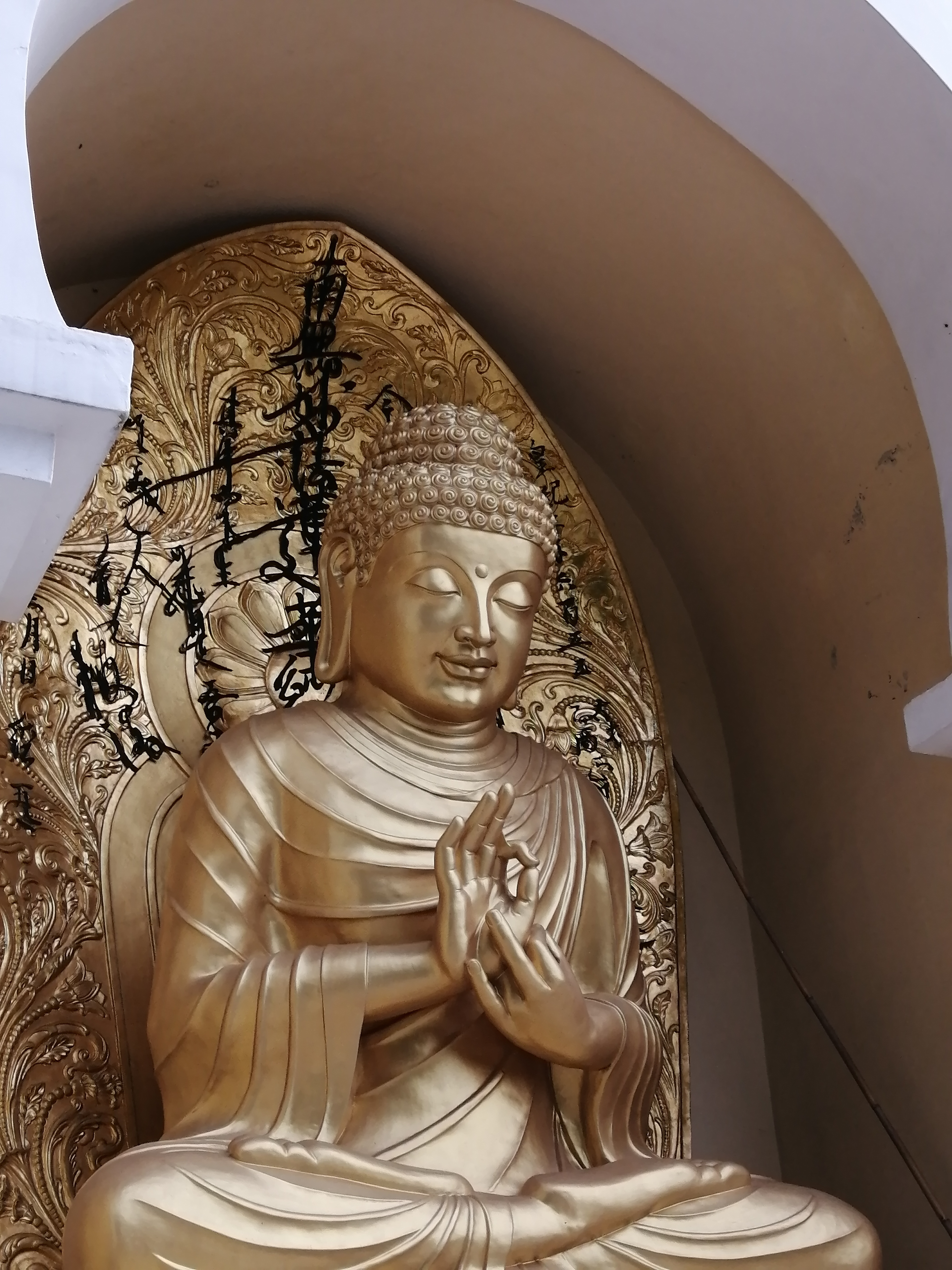
Estatua de Buda en Darjeeling

El jainismo y el budismo pertenecen a las tradiciones śramaṇa. Estas religiones cobraron importancia en 700-500 a. C. en el reino de Magadha, reflejando "la cosmología y antropología de una clase alta mucho más antigua y prearia del noreste de la India", y fueron responsables de los conceptos relacionados de saṃsāra (el ciclo de nacimiento y muerte) y moksha (liberación de ese ciclo).
Los movimientos śramaṇa desafiaron la ortodoxia de los rituales.Los śramaṇa eran ascetas errantes distintos del vedismo. Mahavira, proponente del jainismo, y Buda (c. 563-483), fundador del budismo, fueron los iconos más destacados de este movimiento.
El śramaṇa dio origen al concepto del ciclo de nacimiento y muerte, al concepto de saṃsāra y al concepto de liberación.
La influencia de los Upanishads en el budismo ha sido objeto de debate entre los estudiosos. Mientras que Radhakrishnan, Oldenberg y Neumann estaban convencidos de la influencia de los Upanishads en el canon budista, Eliot y Thomas destacaron los puntos en los que el budismo se oponía a los Upanishads. El budismo puede haber estado influido por algunas ideas de los Upanishads, pero descartó sus tendencias ortodoxas. En los textos budistas se presenta a Buda rechazando las vías de salvación como "opiniones perniciosas".

#### Jainismo
El jainismo fue establecido por un linaje de 24 seres iluminados que culminó con Parshvanatha (siglo IX a. C.) y Mahavira (siglo VI a. C.).
El vigésimo cuarto Tirthankara del jainismo, Mahavira, hizo hincapié en cinco votos: ahimsa (no violencia), satya (veracidad), asteya (no robar), aparigraha (no apego). La ortodoxia jainista cree que las enseñanzas de los Tirthankaras son anteriores a todos los tiempos conocidos, y los eruditos creen que Parsuá, considerado el 23.º Tirthankara, fue una figura histórica. Se cree que los Vedas documentaron algunos Tirthankaras y una orden ascética similar al movimiento śramaṇa.

#### Budismo

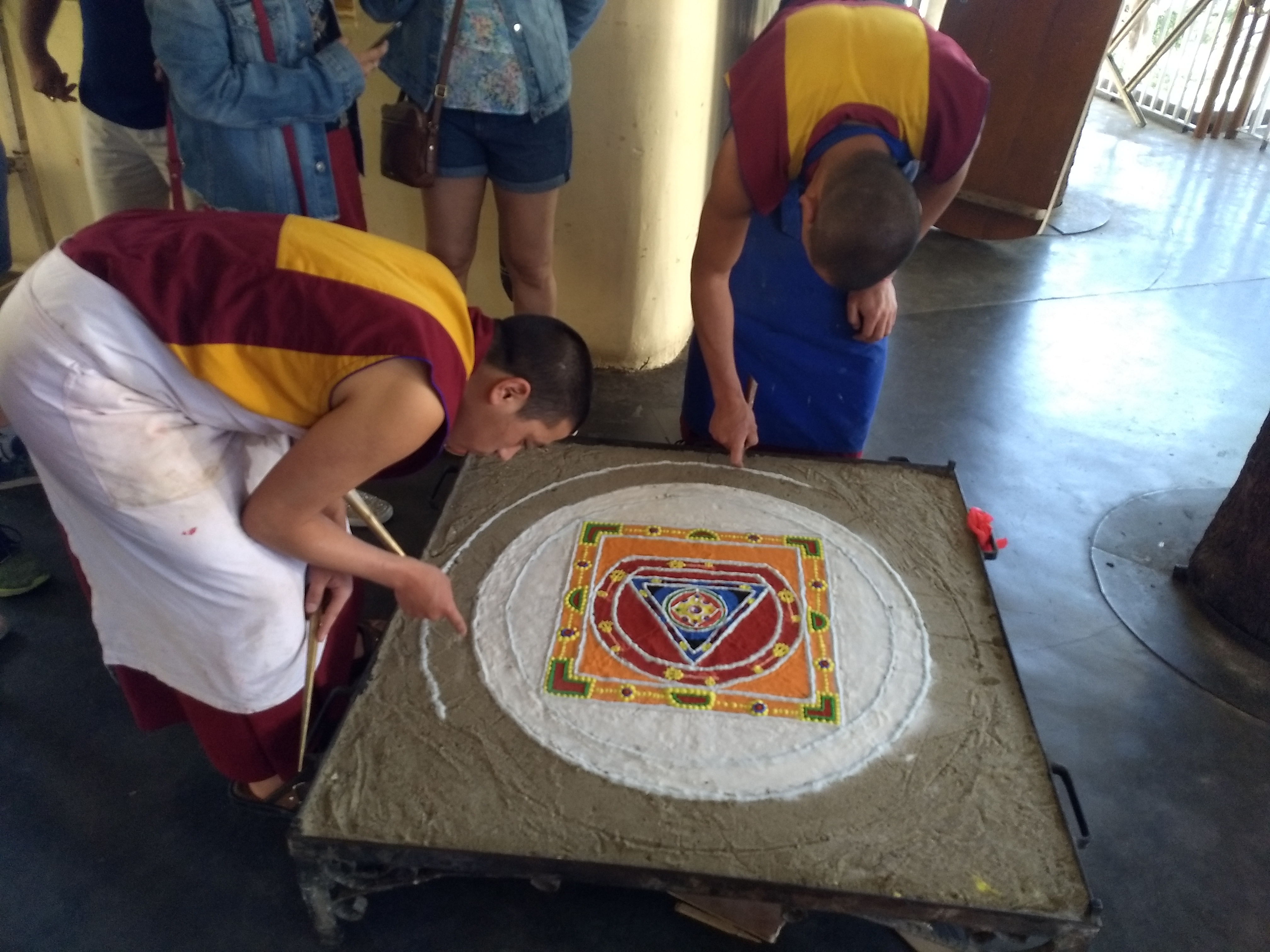
Monjes budistas interpretando el tradicional mandala de arena de colores

El budismo fue fundado históricamente por Siddhartha Gautama, un príncipe kshatriya convertido en asceta y se difundió más allá de la India a través de misioneros. Posteriormente, experimentó un declive en la India, pero sobrevivió en Nepal y Sri Lanka y sigue más extendido en el Sudeste y Este asiáticos.
El Buda Gautama, llamado "el despierto" (Buda), nació en el clan Sakia, que vivía en Kapilavastu y Lumbini, en lo que hoy es el sur de Nepal. El Buda nació en Lumbini, según consta en el pilar de Lumbini del emperador Ashoka, justo antes de que el reino de Magadha (que tradicionalmente se dice que duró entre 546 y 324 a. C.) se alzara con el poder. Los Sakia reivindicaban el linaje de Angirasa y Gautama Maharishi, a través de la descendencia del linaje real de Ayodhya.

El budismo hace hincapié en la iluminación (nibbana, nirvana) y la liberación de las rondas del renacimiento. Este objetivo se persigue a través de dos escuelas: la Theravada, la Vía de los Ancianos (practicada en Sri Lanka, Birmania, Tailandia, el sudeste asiático, etc.) y la Mahayana, la Gran Vía (practicada en Tíbet, China, Japón, etc.). Puede haber algunas diferencias en la práctica entre las dos escuelas para alcanzar el objetivo. En la práctica Theravada, se persigue en siete etapas de purificación (visuddhi), a saber: purificación física mediante la toma de preceptos (sila visiddhi), purificación mental mediante la meditación de discernimiento (citta visuddhi), seguida de la purificación de puntos de vista y conceptos (ditthi visuddhi), purificación mediante la superación de las dudas (kinkha vitarana vishuddhi), purificación mediante la adquisición de conocimiento y sabiduría del camino correcto (maggarmagga-nanadasana visuddhi), obtención de conocimiento y sabiduría a través de la práctica (patipada-nanadasana visuddhi) y purificación mediante la obtención de conocimiento y sabiduría (nanadasana visuddhi).

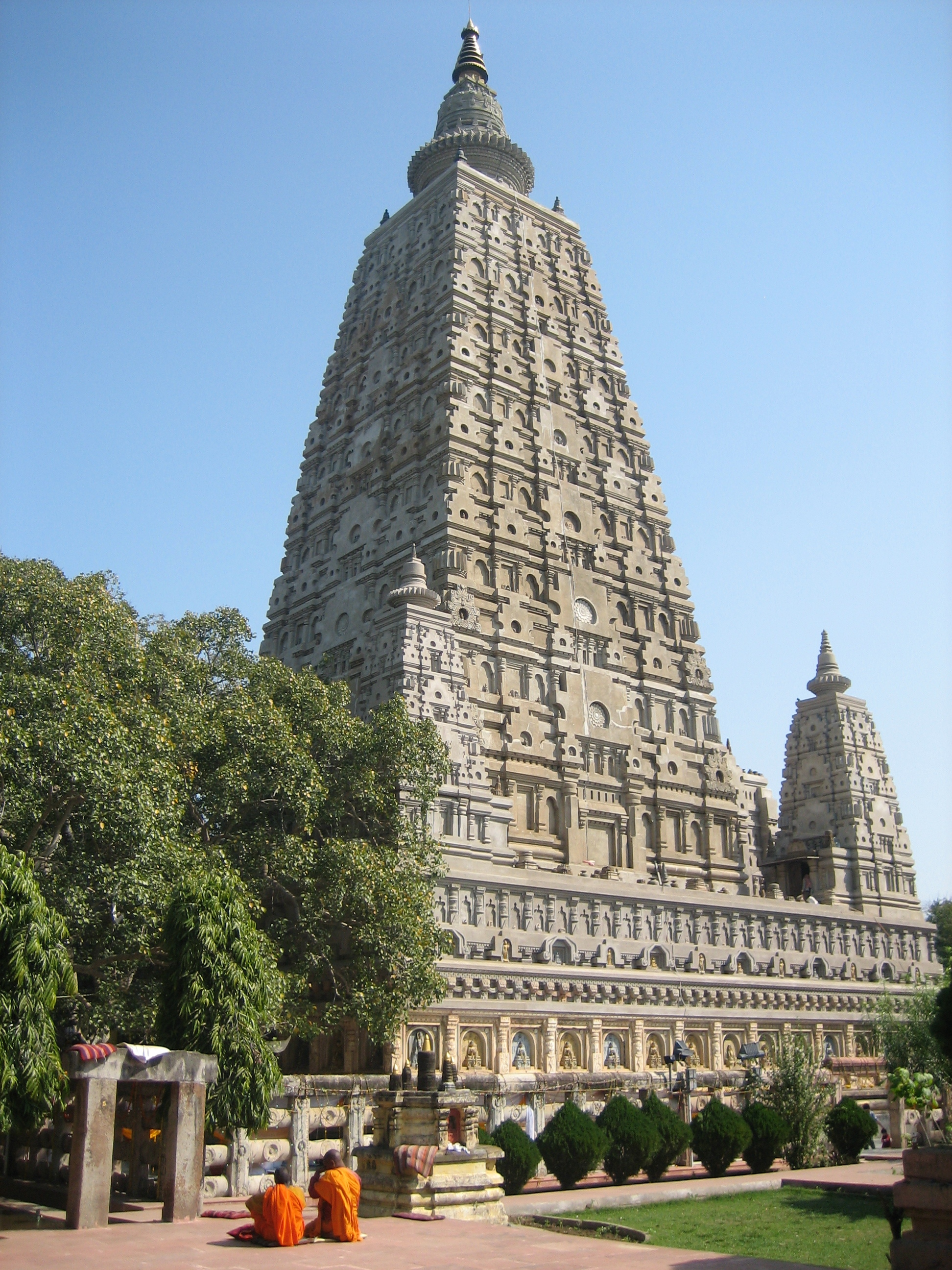
Templo Mahabodhi budista, Bodh Gaya, Bihar

#### Difusión del jainismo y el budismo (500-200 a.C.)
Tanto el jainismo como el budismo se extendieron por la India durante el periodo del Imperio Magadha.
El budismo floreció durante el reinado de Ashoka del Imperio Maurya, que patrocinó las enseñanzas budistas y unificó el subcontinente indio en el siglo III a. C. Envió misioneros al extranjero, lo que permitió que el budismo se extendiera por Asia.
 

El jainismo comenzó su periodo dorado durante el reinado del emperador Kharavela de Kalinga en el siglo II a. C.

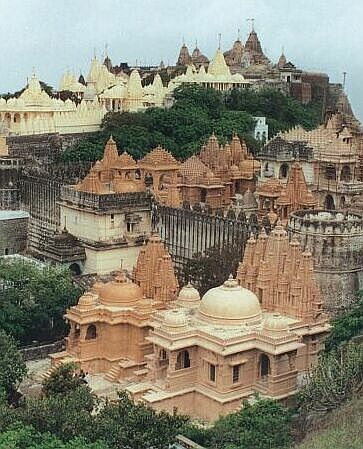
Templos Palitana jainistas, colina de Shatrunjaya, Guyarat

#### Cultura dravídica
La religión dravídica primitiva constituyó una forma no védica de hinduismo, ya que históricamente o en la actualidad fue o es Āgámica. Los Agamas son de origen no védico y han sido datados como textos post-védicos o como composiciones orales pre-védicas. Los Agamas son una colección de escrituras tamiles y posteriormente sánscritas que constituyen principalmente los métodos de construcción de templos y creación de murti, medios de adoración de deidades, doctrinas filosóficas, prácticas meditativas, consecución de los deseos séxtuples y cuatro tipos de yoga. El culto a la deidad tutelar, la flora y la fauna sagradas en el hinduismo también se reconoce como una supervivencia de la religión dravídica prevédica.

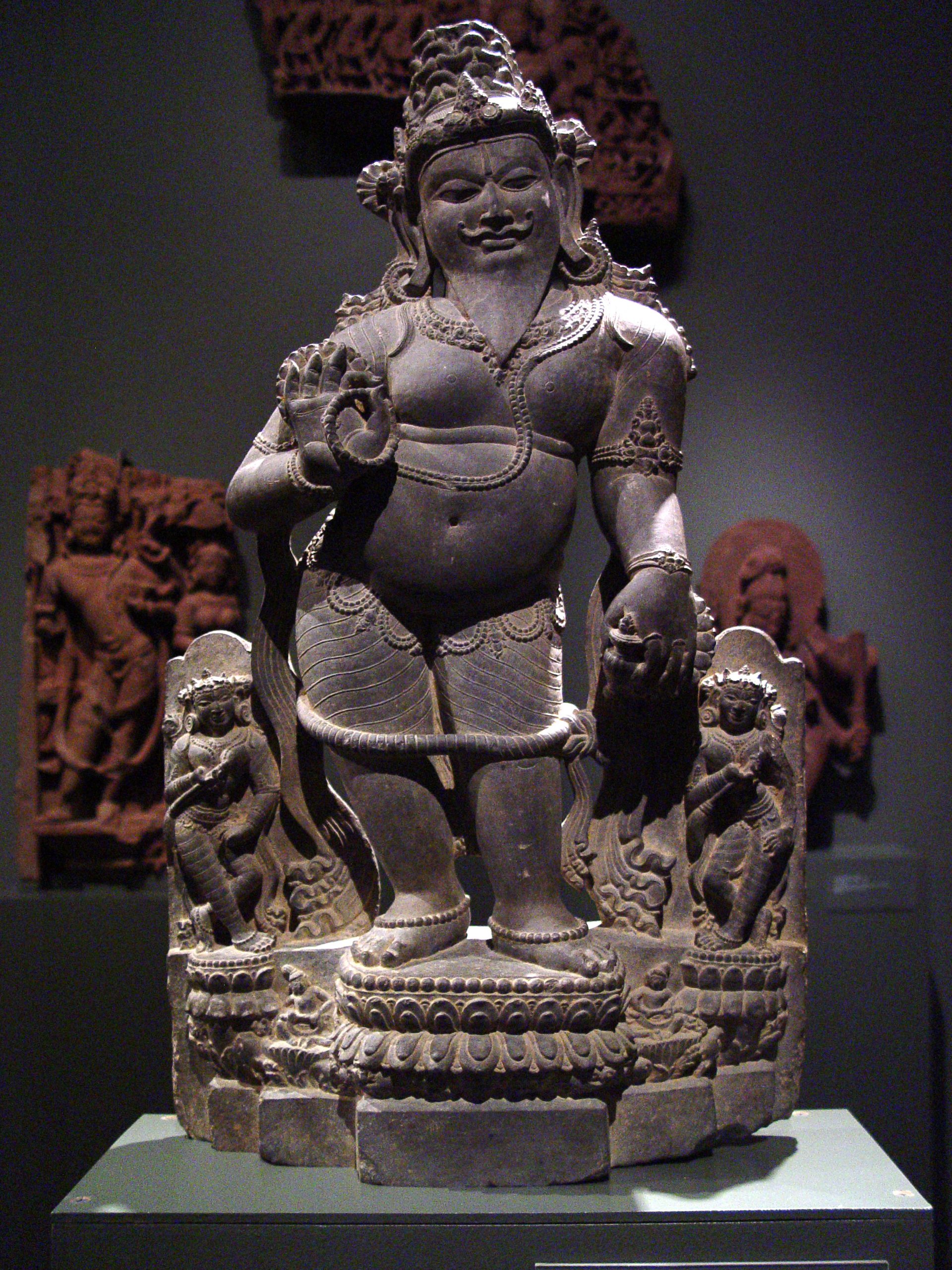
Saga Agastya, padre de la literatura tamil

Las antiguas obras gramaticales tamiles, como el Tolkappiyam y las diez antologías Pattuppāṭṭu, así como las ocho antologías Ettuttogai, también arrojan luz sobre la religión primitiva de los antiguos dravidianos. Seyon era glorificado como el dios rojo sentado sobre el pavo real azul, siempre joven y resplandeciente; era considerado el dios predilecto de los tamiles. Sivan también era visto como el dios supremo. La iconografía primitiva de Seyyon y Sivan y su asociación con la flora y la fauna autóctonas se remonta a la civilización del valle del Indo.
El paisaje sangam se clasificaba en cinco categorías llamadas "thinais", que se basaban en el estado de ánimo, la estación y la tierra. El Tolkappiyam menciona que cada uno de estos "thinais" tenía una deidad asociada: Seyyon en las colinas de Kurinji, Thirumaal en los bosques de Mullai, Kotravai en las llanuras de Marutham y Wanji-ko en las costas y los mares de Neithal. Otros dioses mencionados eran Mayyon y Vaali, quienes con el tiempo fueron asimilados al hinduismo. La influencia lingüística dravidiana en la religión védica temprana es evidente. Muchos de estos rasgos ya estaban presentes en la lengua indoaria más antigua conocida, la lengua del Rigveda (c. 1500 a. C.), que también incluye más de una docena de palabras tomadas del dravidiano. Esto representa una temprana fusión religiosa y cultural o síntesis entre los antiguos dravidianos e indoarios, que se hizo más evidente con el tiempo. Esto se reflejó en la iconografía sagrada, las tradiciones, la filosofía, la flora y la fauna que influyeron en el hinduismo, el budismo, el Charvaka, el Sramana y el jainismo

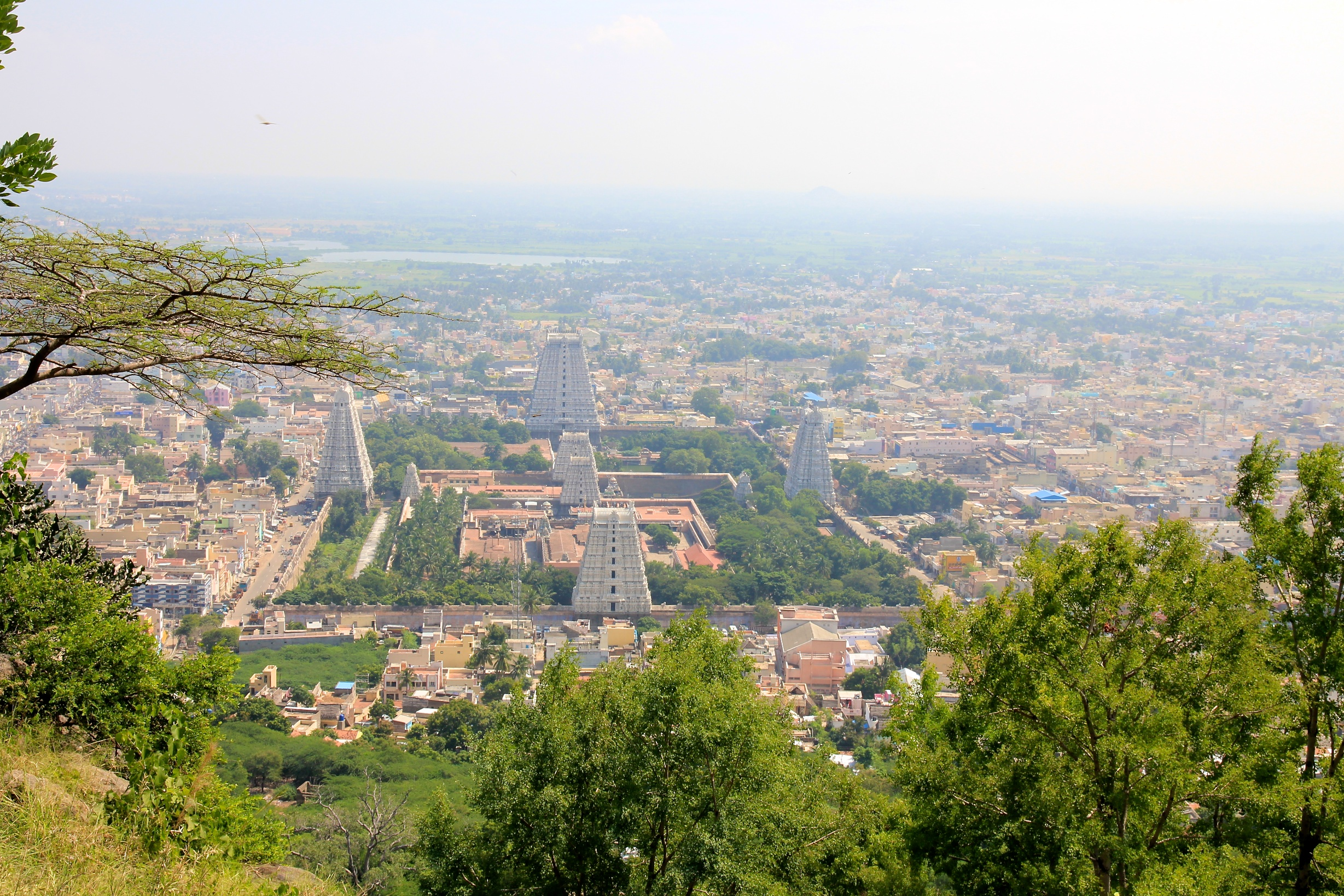
Típico trazado de la arquitectura dravídica que evolucionó a partir del koyil como residencia del rey.

En todo el Tamilakam, un rey era considerado divino por naturaleza y poseía un significado religioso. El rey era "el representante de Dios en la tierra" y vivía en un "koyil", que significa la "residencia de un dios". La palabra tamil moderna para templo es koil. También se rendía culto a los reyes. Las palabras modernas para dios como "kō" ("rey"), "iṟai" ("emperador") y "āṇḍavar" ("conquistador") ahora se refieren principalmente a dioses. Estos elementos se incorporaron más tarde al hinduismo, como el legendario matrimonio de Shiva con la reina Mīnātchi, que gobernaba Madurai, o Wanji-ko, un dios que más tarde se fusionó con Indra. Tolkappiyar se refiere a los Tres Reyes Coronados como los "Tres Glorificados por el Cielo". En el Sur de habla dravídica, el concepto de realeza divina llevó a que el Estado y el templo asumieran funciones principales.
El culto a la diosa madre se considera un indicio de una sociedad que veneraba la feminidad. Esta diosa madre fue concebida como una virgen, una que ha dado a luz a todos y a uno, típicamente asociada con el Shaktismo. Los templos de la época Sangam, principalmente de Madurai, parecen haber tenido sacerdotisas de la deidad, que también aparecen predominantemente como una diosa. En la literatura Sangam, hay una elaborada descripción de los ritos realizados por la sacerdotisa Kurava en el santuario Palamutircholai. Entre los primeros dravidianos apareció la práctica de erigir piedras conmemorativas Natukal o Piedra del Héroe, que continuó durante bastante tiempo después de la era Sangam, hasta aproximadamente el siglo XVI. Era costumbre que las personas que buscaban la victoria en la guerra adoraran estas piedras del héroe para que les bendijera con la victoria.

### Épica y primer periodo puránico (200 a.C. – 500 d.C.)

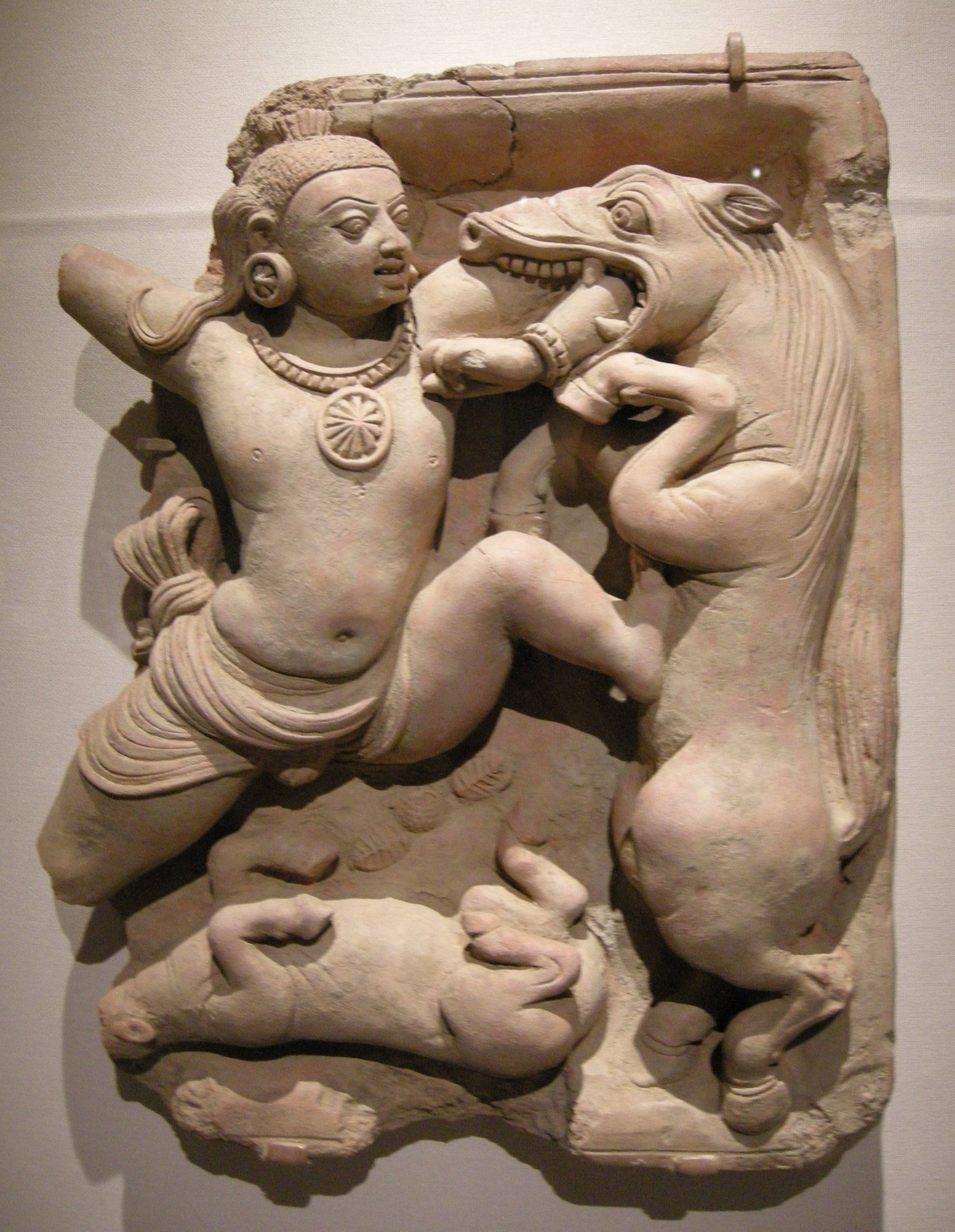
Krishna luchando contra el demonio caballo Keshi,, periodo Gupta.

Flood y Muesse consideran el periodo comprendido entre el 200 a. C. y el 500 a. C. como un periodo aparte, en el que se escribieron las epopeyas y los primeros puranas. Michaels considera un periodo mayor, el comprendido entre el 200 a. C. y el 1100 d. C., en el cual surgió el llamado "hinduismo clásico", con su "edad de oro" durante el Imperio Gupta.

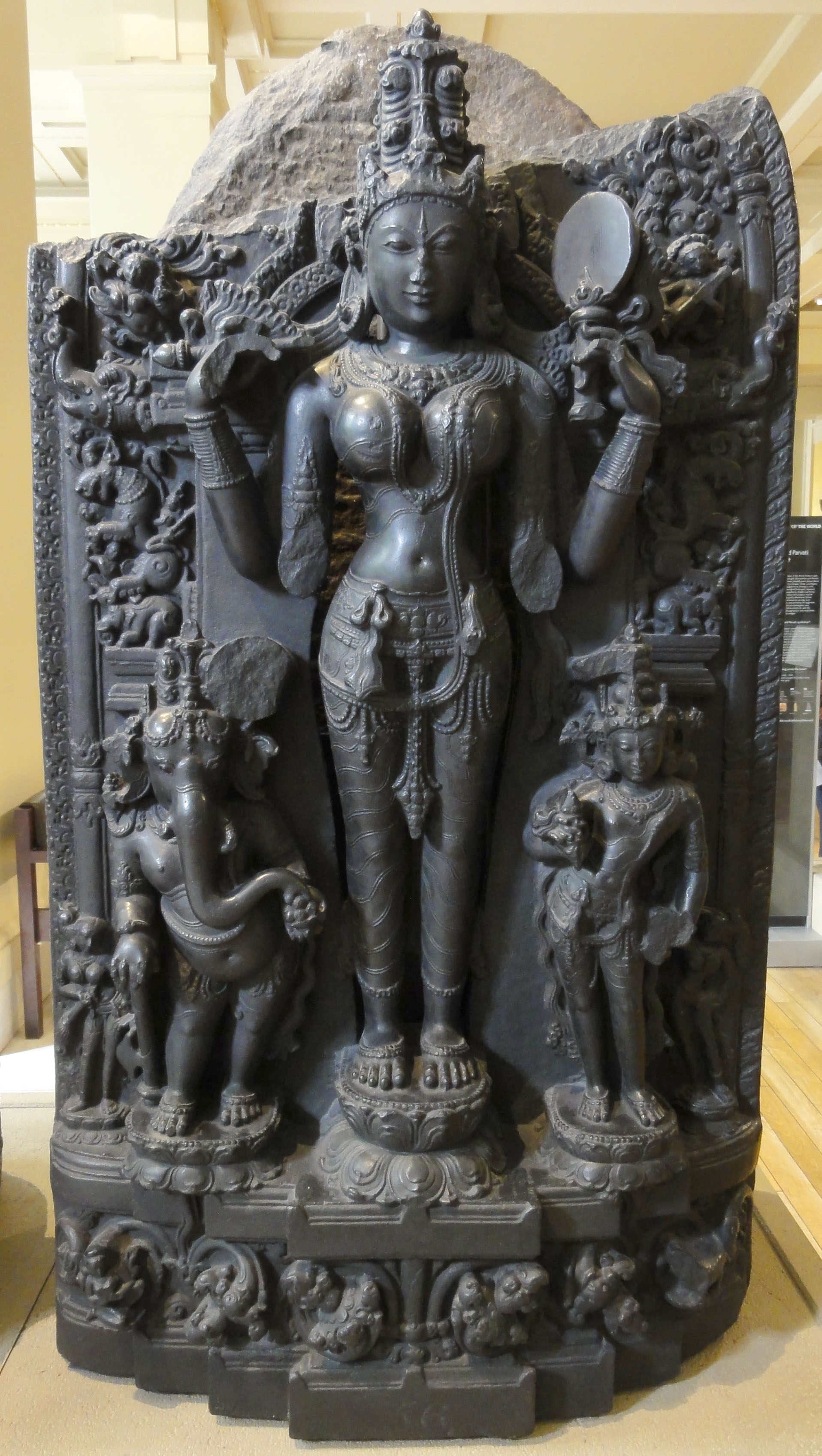
Estatua de basalto de Lalita flanqueada por Gaṇeśa y Kārttikeya, época Pala.

Según Alf Hiltebeitel, entre la época de la Upanishad védica tardía (c. 500 a. C.) y el periodo de ascenso de los Gupta (c. 320-467 d. C.), tuvo lugar un periodo de consolidación en el desarrollo del hinduismo, que él denomina "síntesis hindú", "síntesis brahmánica" o "síntesis ortodoxa". Esta síntesis se desarrolló en interacción con otras religiones y pueblos:

Las autodefiniciones emergentes del hinduismo se forjaron en el contexto de una continua interacción con religiones heterodoxas (budistas, jainistas, ajivikas) a lo largo de todo este periodo, y con pueblos extranjeros (yavanas, o griegos; sakas, o escitas; pahlavas, o partos; y kusanas, o kushanos) a partir de la tercera fase [entre el imperio maurya y el ascenso de los guptas]

El final del periodo vedántico, alrededor del siglo II de nuestra era, dio lugar a una serie de ramas que ampliaron la filosofía vedántica y que acabaron convirtiéndose en sistemas por derecho propio. Entre ellas destacan el yoga, el dvaita, el advaita y el movimiento bhakti medieval.

#### Smriti
Los textos smriti del periodo comprendido entre el 200 a. C. y el 100 d. C. proclaman la autoridad de los Vedas y "el no rechazo de los Vedas se convierte en una de las piedras angulares más importantes para definir el hinduismo por encima y en contraposición a las heterodoxias, que rechazaban los Vedas." De las seis darshanas hindúes, la Mimamsa y la Vedanta "tienen sus raíces principalmente en la tradición védica śruti y a veces se les llama escuelas smarta en el sentido de que desarrollan corrientes de pensamiento ortodoxas smarta que se basan, al igual que la smriti, directamente en la śruti." Según Hiltebeitel, "la consolidación del hinduismo tiene lugar bajo el signo del bhakti." Es el Bhagavadgita el que sella este logro. El resultado es un logro universal que puede denominarse smarta. Considera a Shiva y Vishnu como "complementarios en sus funciones pero ontológicamente idénticos."

#### Vedanta- Brahma Sutra (200 a.C.)
En escritos anteriores, el sánscrito "Vedānta" se refería simplemente a los Upanishads, los textos védicos más especulativos y filosóficos. Sin embargo, en el periodo medieval del hinduismo, la palabra Vedānta pasó a significar la escuela filosófica que interpretaba los Upanishads. El Vedānta tradicional considera el shabda pramāṇa (evidencia escritural) como el medio más auténtico de conocimiento, mientras que el pratyakṣa (percepción) y el anumāna (inferencia lógica) se consideran subordinados (pero válidos).
La sistematización de las ideas vedánticas en un tratado coherente fue llevada a cabo por Badarāyana en los Brahma Sutras, compuestos hacia el año 200 a. C. Los crípticos aforismos de los Brahma Sutras se prestan a diversas interpretaciones. Esto dio lugar a la formación de numerosas escuelas Vedanta, cada una interpretando los textos a su manera y produciendo sus propios subcomentarios.

#### Filosofía india
Después del año 200 d. C. se codificaron formalmente varias escuelas de pensamiento en la filosofía india, como Samkhya, Yoga, Nyaya, Vaisheshika, Mimāṃsā y Advaita Vedanta El hinduismo, por lo demás una religión altamente politeísta, panteísta o monoteísta, también toleró escuelas ateas. La escuela filosófica Cārvāka, completamente materialista y antirreligiosa, que se originó alrededor del siglo VI a. C., es la escuela más explícitamente atea de la filosofía india. Cārvāka está clasificada como un sistema nāstika ("heterodoxo"); no está incluida entre las seis escuelas del hinduismo generalmente consideradas ortodoxas. Es notable como evidencia de un movimiento materialista dentro del hinduismo. Nuestra comprensión de la filosofía Cārvāka es fragmentaria, basada en gran parte en la crítica de las ideas por otras escuelas y ya no es una tradición viva. Otras filosofías indias generalmente consideradas ateas incluyen Samkhya y Mimāṃsā.

#### Literatura hindú

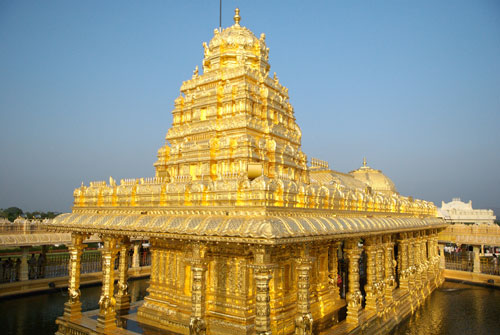
El Templo Dorado de Mahalakshmi en Vellore.

Dos de las epopeyas más veneradas del hinduismo, el Mahabharata y el Ramayana, fueron composiciones de este periodo. La devoción a deidades concretas se reflejaba en la composición de textos dedicados a su culto. Por ejemplo, el Ganapati Purana se escribió para la devoción a Ganapati (o Ganesh). Las deidades populares de esta época eran Shiva, Vishnu, Durga, Surya, Skanda y Ganesh (incluidas las formas/encarnaciones de estas deidades).
En el último periodo vedántico, también se compusieron varios textos como resúmenes/apéndices de los Upanishads. Estos textos, denominados colectivamente Puranas, permitían una interpretación divina y mítica del mundo, no muy diferente de las antiguas religiones helénica o romana. Se compusieron leyendas y epopeyas con multitud de dioses y diosas con características humanas.

#### Jainismo y budismo
El periodo Gupta marcó un antes y un después en la cultura india: los Gupta realizaban sacrificios védicos para legitimar su gobierno, pero también patrocinaban el budismo, que seguía siendo una alternativa a la ortodoxia brahmánica. El budismo siguió teniendo una presencia significativa en algunas regiones de la India hasta el siglo XII.
Hubo varios reyes budistas que adoraban a Vishnu, como el Imperio Gupta, el Imperio Pala, los Chalukyas, Somavanshi y Satavahana. El budismo sobrevivió seguido de los hindúes.

#### Tantra
El tantrismo se originó en los primeros siglos de la era cristiana y se convirtió en una tradición plenamente articulada a finales del periodo gupta. Según Michaels, ésta fue la "Edad de Oro del hinduismo" (c. 320-650 d. C.), que floreció durante el Imperio Gupta (320 a 550 d. C.) hasta la caída del Imperio Jarsha (606 a 647 d. C.). Durante este periodo se centralizó el poder, creció el comercio a larga distancia, se estandarizaron los procedimientos legales y se generalizó la alfabetización. Floreció el budismo Mahayana, pero la cultura ortodoxa brahmánica comenzó a rejuvenecerse gracias al patrocinio de la dinastía Gupta. Se reforzó la posición de los brahmanes y los primeros templos hindúes surgieron a finales de la era Gupta.

### Periodo medieval y puránico tardío (500-1500 d.C.)

#### Periodo clásico tardío (c. 650-1100 d.C.)
Tras el fin del Imperio Gupta y el colapso del Imperio Jarsha, el poder se descentralizó en la India. Surgieron varios reinos más grandes, con "innumerables estados vasallos" Los reinos se gobernaban mediante un sistema feudal. Los reinos más pequeños dependían de la protección de los más grandes. "El gran rey estaba alejado, era exaltado y divinizado", como se refleja en el mandala tántrico, que también podía representar al rey como centro del mandala.
La desintegración del poder central también condujo a la regionalización de la religiosidad y a la rivalidad religiosa Se potenciaron los cultos y lenguas locales y disminuyó la influencia del "hinduismo ritualista brahmánico". Surgieron movimientos rurales y devocionales, junto con el shaivismo, el visnuismo, el bhakti y el tantra, aunque "las agrupaciones sectarias estaban sólo al principio de su desarrollo". Los movimientos religiosos tuvieron que competir por el reconocimiento de los señores locales. El budismo perdió su posición y empezó a desaparecer en la India.

#### Vedanta
En el mismo periodo cambió el Vedanta, que incorporó el pensamiento budista y su énfasis en la conciencia y el funcionamiento de la mente. El budismo, que contaba con el apoyo de la antigua civilización urbana india, perdió influencia frente a las religiones tradicionales, arraigadas en el campo. En Bengala, el budismo fue incluso perseguido. Pero al mismo tiempo, el budismo se incorporó al hinduismo, cuando Gaudapada utilizó la filosofía budista para reinterpretar los Upanishads. Esto también marcó un cambio de Atman y Brahman como "sustancia viva" a "maya-vada",donde Atman y Brahman son vistos como "conocimiento-consciencia pura"(159). Según Scheepers, es esta visión "maya-vada" la que ha llegado a dominar el pensamiento indio.

#### Budismo
Entre los años 400 y 1000 d. C., el hinduismo se expandió a medida que el budismo seguía decayendo en la India. Posteriormente, el budismo se extinguió de hecho en la India, pero sobrevivió en Nepal y Sri Lanka.

#### Bhakti
El movimiento Bhakti comenzó haciendo hincapié en la adoración de Dios, independientemente de la condición de cada uno: sacerdotes o laicos, hombres o mujeres, de estatus social más alto o más bajo. Los movimientos se centraron principalmente en las formas de Vishnu (Rama y Krishna) y Shiva. No obstante, hubo devotos populares de esta época de Durga. Los defensores más conocidos de este movimiento fueron los Alvars y los Anaya Nayanar del sur de la India. El maestro shaiva más popular del sur fue Basava, mientras que del norte fue Gorakhnath. Entre las santas femeninas destacan figuras como Akkamadevi, Lalleshvari y Molla.
Los alvar (tamil: ஆழ்வார்கள், āḻvārkaḷ (aːɻʋaːr), los inmersos en dios) fueron los poetas-santos tamiles del sur de la India, que vivieron entre los siglos VI y IX de nuestra era y defendieron la "devoción emocional" o bhakti a Vishnu-Krishna en sus canciones de anhelo, éxtasis y servicio. El maestro vaishnava más popular del sur fue Ramanuja, mientras que el del norte fue Ramananda.
Varios iconos importantes eran mujeres. Por ejemplo, en la secta Mahanubhava, las mujeres superaban en número a los hombres y la administración estaba compuesta muchas veces principalmente por mujeres Mirabai es la santa más popular de la India.
Sri Vallabha Acharya (1479-1531) es una figura muy importante de esta época. Fundó la escuela Shuddha Advaita (no dualismo puro) de pensamiento vedanta.
Según el Centro de Recursos Culturales y Formación:

La literatura bhakti vaishanava fue un fenómeno que se extendió por toda la India y que comenzó en los siglos VI-VII d.C. en la región de habla tamil del sur del país, con doce santos poetas Alvar (inmersos en Dios) que escribieron canciones devocionales. La religión de los poetas Alvar, entre los que había una poetisa, Andal, era la devoción a Dios a través del amor (bhakti), y en el éxtasis de esa devoción cantaban cientos de canciones que encarnaban tanto la profundidad de los sentimientos como la felicidad de las expresiones.

#### Primeros tiempos del dominio islámico (c. 1100-1500 d.C.)
En los siglos XII y XIII, turcos y afganos invadieron partes del norte de la India y establecieron el sultanato de Delhi en las antiguas posesiones de los rajput. La posterior dinastía de los Esclavos de Delhi logró conquistar grandes zonas del norte de la India, de extensión aproximadamente igual a la del antiguo Imperio Gupta, mientras que la dinastía Khalji conquistó la mayor parte de la India central, pero finalmente no tuvo éxito en la conquista y unificación del subcontinente. El sultanato marcó el comienzo de un periodo de renacimiento cultural indio. La fusión indo-musulmana de culturas dejó monumentos sincréticos duraderos en arquitectura, música, literatura, religión y vestimenta.

#### MovimientoBhakti
Entre los siglos XIV y XVII, un gran movimiento bhakti recorrió el centro y el norte de la India, iniciado por un grupo de maestros o "Santos" vagamente asociados. Ramananda, Ravidas, Srimanta Sankardeva, Chaitanya Mahaprabhu, Vallabha Acharya, Sur, Mirabai, Kabir, Tulsidas, Namdev, Dnyaneshwar, Tukaram y otros místicos encabezaron el movimiento bhakti en el norte, mientras que Annamacharya, Bhadrachala Ramadas, Tyagaraja y otros lo propagaron en el sur. Enseñaron que la gente podía dejar a un lado las pesadas cargas de los rituales y las castas y las sutiles complejidades de la filosofía y expresar simplemente su desbordante amor por Dios. Este periodo también se caracterizó por una oleada de literatura devocional en prosa y poesía vernácula en las lenguas étnicas de los distintos estados o provincias indias.

#### Lingayatismo
El lingayatismo es una tradición shaivita distinta de la India, establecida en el siglo XII por el filósofo y reformador social Basavanna. Los seguidores de esta tradición se conocen como lingayats. El término deriva de Lingavantha en kannada, que significa "el que lleva Ishtalinga en el cuerpo" (Ishtalinga es la representación del Dios). En la teología lingayat, Ishtalinga es un emblema de forma oval que simboliza a Parasiva, la realidad absoluta. El lingayismo contemporáneo sigue una teología progresista basada en la reforma, que tiene gran influencia en el sur de la India, especialmente en el estado de Karnataka.

#### Unificación del hinduismo

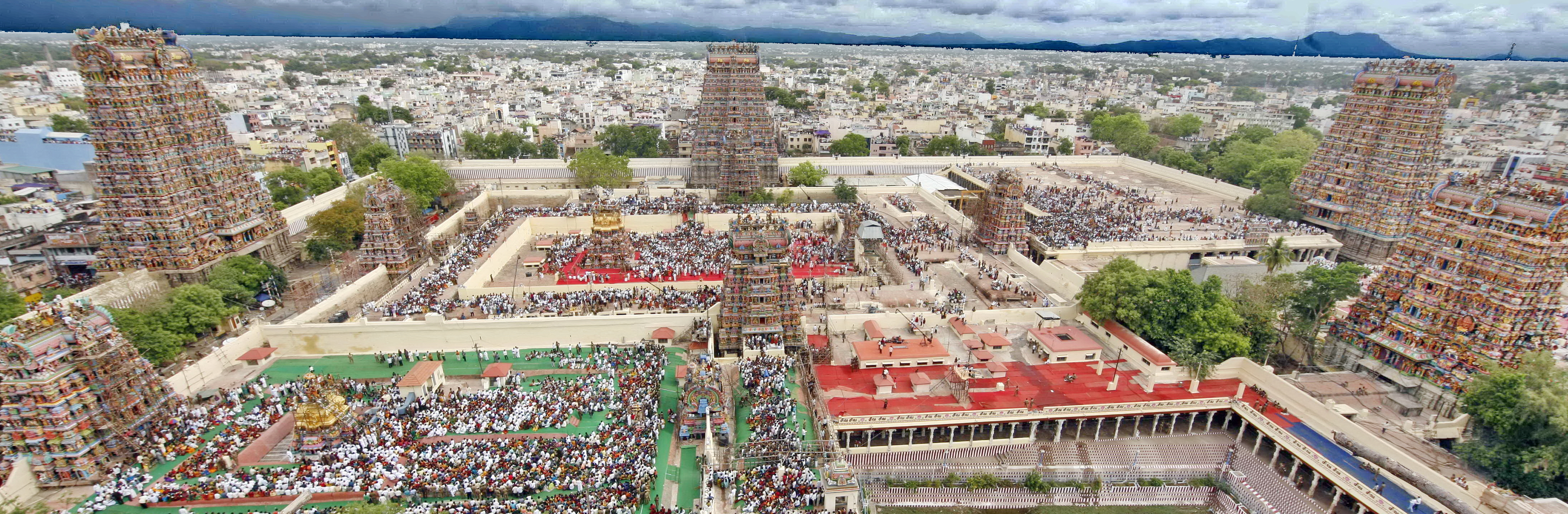
Vista aérea del templo de Meenakshi desde lo alto del gopuram sur, mirando hacia el norte. El templo fue reconstruido por el Imperio Vijayanagar.

Según Nicholson, ya entre los siglos XII y XVI:

... ciertos pensadores empezaron a tratar como un todo único las diversas enseñanzas filosóficas de los Upanishads, las epopeyas, los Puranas y las escuelas conocidas retrospectivamente como los "seis sistemas" (saddarsana) de la filosofía hindú dominante.

Mikel Burley también ha señalado la tendencia a la "difuminación de las distinciones filosóficas". Lorenzen sitúa los orígenes de una identidad hindú diferenciada en la interacción entre musulmanes e hindúes y en un proceso de "autodefinición mutua con un otro musulmán contrastado" que comenzó mucho antes de 1800. Tanto los pensadores indios como los europeos que desarrollaron el término "hinduismo" en el siglo XIX se vieron influidos por estos filósofos.

#### Sijismo(sigloXV)

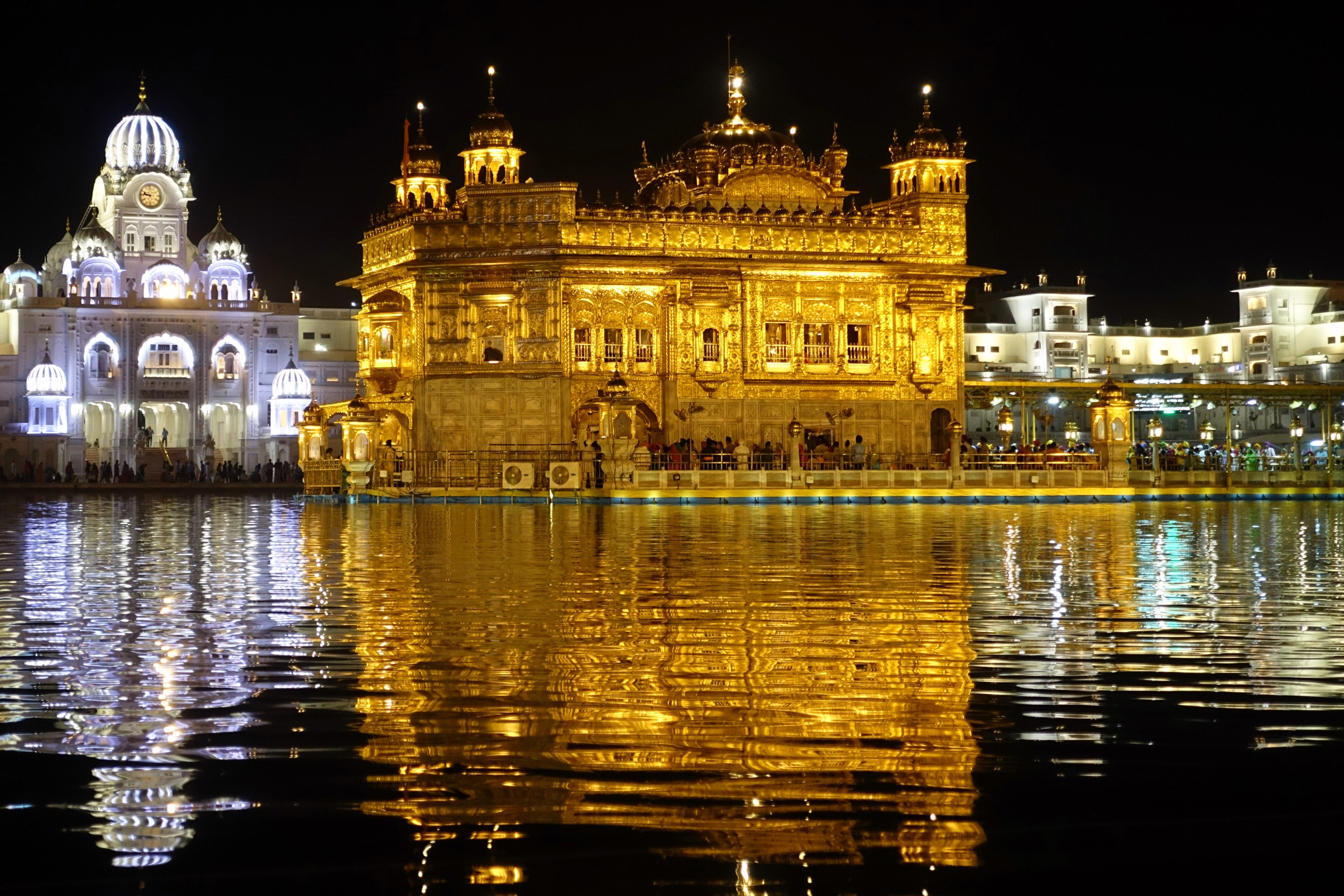
Harmandir Sahib (El Templo Dorado) es culturalmente el lugar de culto más significativo para los sijs.

El sijismo se originó en el Punyab del siglo XV, en el sultanato de Delhi (actuales India y Pakistán) con las enseñanzas de Nanak y nueve gurús sucesivos. La principal creencia del sijismo es la fe en Vāhigurū, representada por el símbolo sagrado de ēk ōaṅkār (que significa un solo dios). Las tradiciones y enseñanzas del sijismo están claramente asociadas a la historia, la sociedad y la cultura del Punyab. Los adeptos al sijismo se conocen como sijes (estudiantes o discípulos) y suman más de 27 millones en todo el mundo.

### Periodo moderno (1500-presente)

#### Principios de la Edad Moderna
Según Gavin Flood, el periodo moderno en la India comienza con los primeros contactos con las naciones occidentales hacia 1500. El periodo de dominio mogol en la India vio surgir nuevas formas de religiosidad.

#### Hinduismo

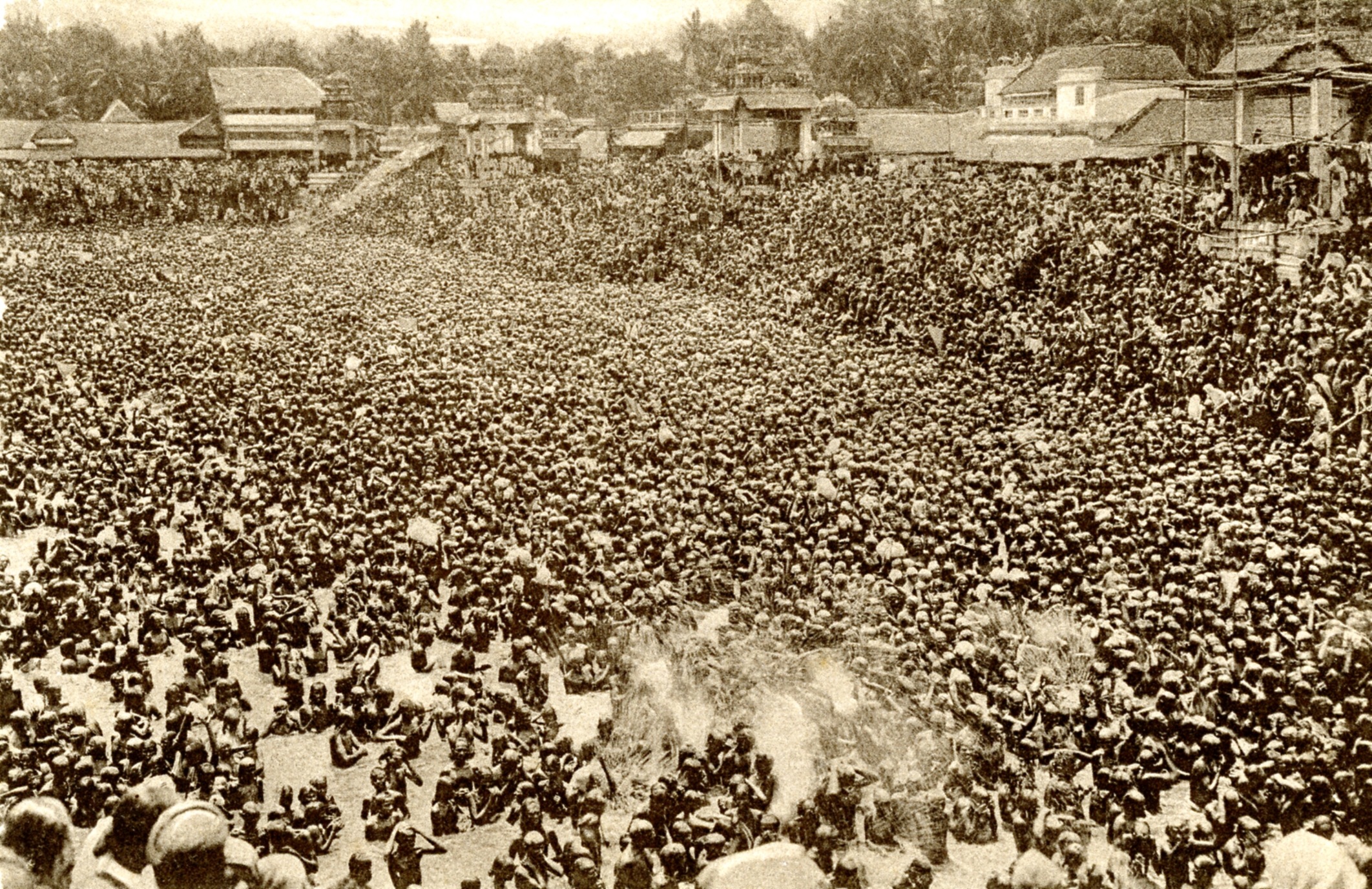
El Festival Mahamagam es un festival sagrado que se celebra una vez cada doce años en Tamil Nadu. El Festival Mahamagam se celebra en Kumbakonam. Este festival también se llama el Kumbamela del Sur(173)(174).

En el siglo XIX, bajo la influencia de las fuerzas coloniales, Raja Ram Mohan Roy, Swami Vivekananda, Sri Aurobindo, Sarvepalli Radhakrishnan y Mahatma Gandhi formularon una visión sintética del hinduismo. Estos pensadores han tendido a adoptar una visión integradora de la historia religiosa de la India, haciendo hincapié en las similitudes entre las diversas religiones indias.

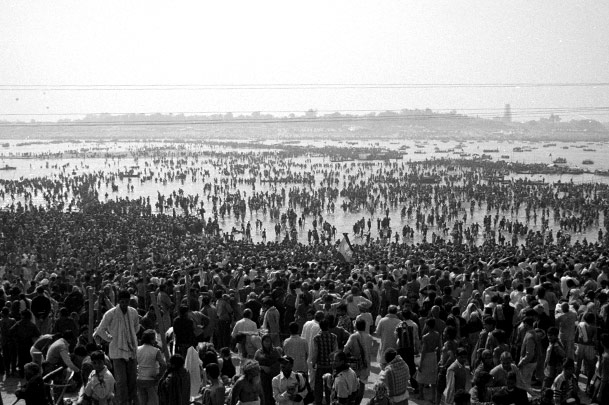
El mayor encuentro religioso jamás celebrado en la Tierra, el Maha Kumbh Mela de 2001, celebrado en Prayag, atrajo a unos 70 millones de hindúes de todo el mundo.

La era moderna ha dado lugar a docenas de santos hindúes con influencia internacional. Por ejemplo, Brahma Baba fundó los Brahma Kumaris, uno de los mayores nuevos movimientos religiosos hindúes que enseña la disciplina del Raja Yoga a millones de personas. Prabhupada, representante del vaisnavismo gaudiya tradicional, fundó el movimiento Hare Krishna, otra organización de alcance mundial. A finales del siglo XVIII, Swaminarayan fundó en la India la Swaminarayan Sampraday. Anandamurti, fundador de Ananda Marga, también ha influido en muchas personas de todo el mundo. A través de la influencia internacional de todas estas nuevas denominaciones hindúes, muchas prácticas hindúes como el yoga, la meditación, el mantra, la adivinación y el vegetarianismo han sido adoptadas por los nuevos conversos.

#### Jainismo
El jainismo sigue siendo una religión influyente y las comunidades jainistas viven en los estados indios de Guyarat, Rajastán, Madhya Pradesh, Maharashtra, Karnataka y Tamil Nadu. Los jainistas fueron autores de varios libros clásicos en distintas lenguas indias durante un periodo de tiempo considerable.

#### Budismo
El movimiento budista dalit, también conocido como Navayana, es un movimiento budista de renacimiento de los siglos XIX y XX en la India. Recibió su mayor impulso del llamamiento de B. R. Ambedkar a la conversión de los dalits al budismo en 1956 y de la oportunidad de escapar de la sociedad basada en castas que los consideraba los más bajos de la jerarquía.

## Similitudes y diferencias

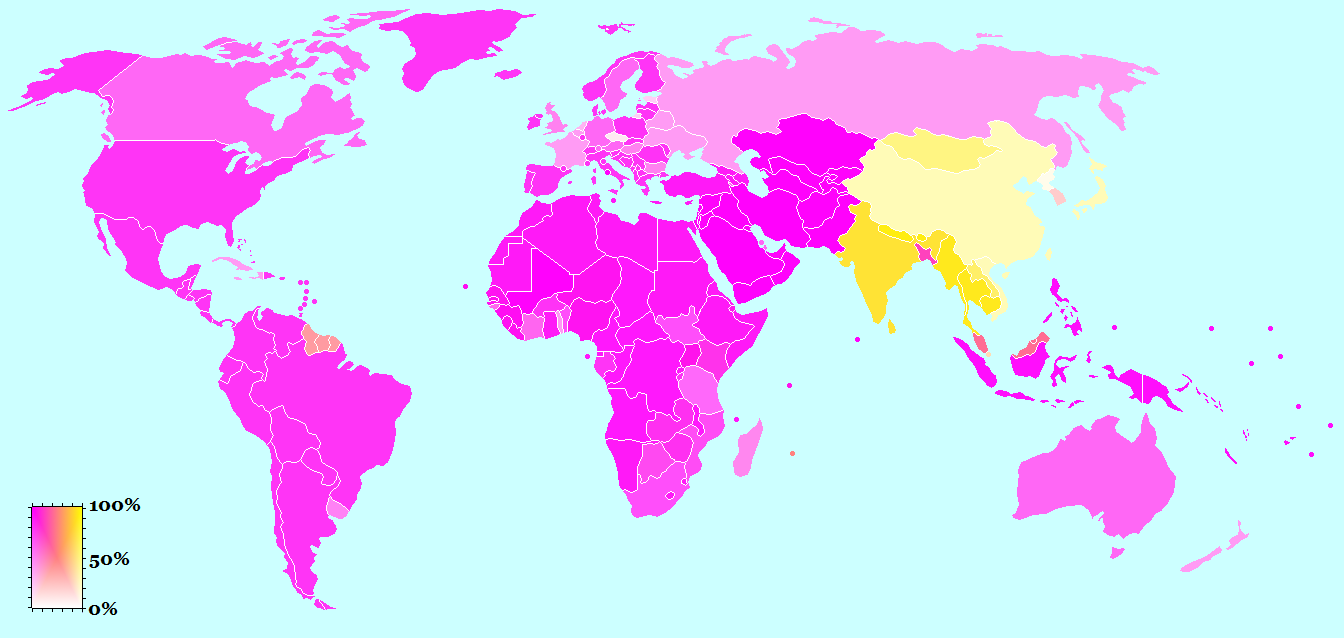
Mapa que muestra la prevalencia de las religiones abrahámicas (rosa) e hindúes (amarillo) en cada país

Según Tilak, las religiones de la India pueden interpretarse "diferencialmente" o "integralmente", es decir, destacando las diferencias o las similitudes. Según Sherma y Sarma, los indólogos occidentales han tendido a destacar las diferencias, mientras que los indólogos indios han tendido a destacar las similitudes.

### Similitudes
El hinduismo, el budismo, el jainismo y el sijismo comparten ciertos conceptos clave, que son interpretados de forma diferente por distintos grupos e individuos. Hasta el siglo XIX, los seguidores de esas diversas religiones no solían etiquetarse como opuestos entre sí, sino que "se percibían a sí mismos como pertenecientes a la misma familia cultural extensa".

#### Dharma

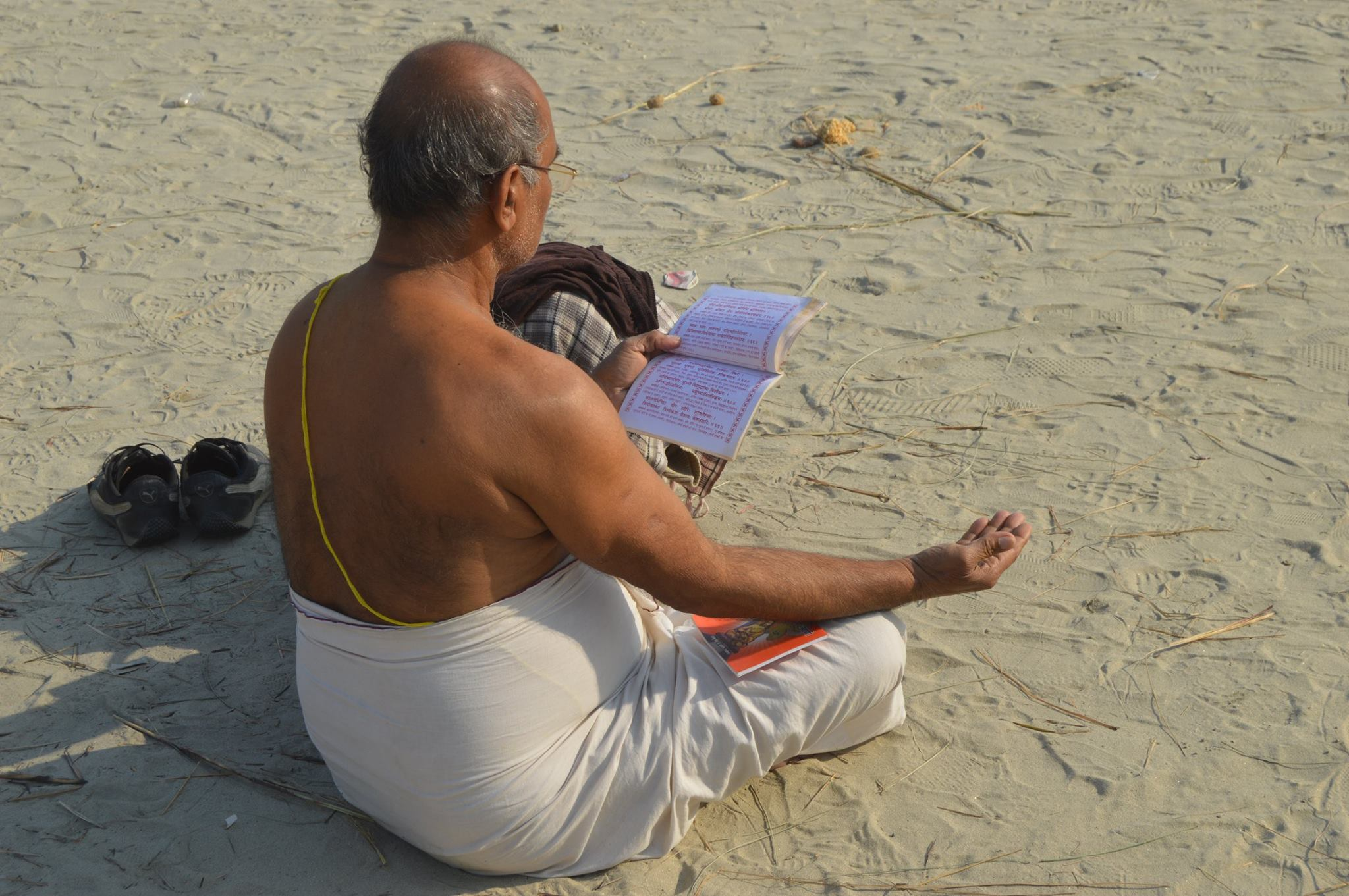
Un devoto frente al Ganges, leyendo un montón de libros sagrados ("Chalisa" de varios dioses) en el Kumbh Mela

El espectro de estas religiones se denomina religiones Dhármicas debido a su coincidencia en el concepto central de Dharma. Tiene varios significados dependiendo del contexto. Por ejemplo, puede significar deber, rectitud, enseñanzas espirituales, conducta, etc.

#### Soteriología
El hinduismo, el budismo, el jainismo y el sijismo comparten el concepto de moksha, la liberación del ciclo del renacimiento. Sin embargo, difieren en la naturaleza exacta de esta liberación.

#### Ritual
También se observan rasgos comunes en los rituales. El abhiseka, ritual de unción de la cabeza, es importante en tres de estas tradiciones, excepto en el sijismo (en el budismo se encuentra en el Vajrayana). Otros rituales dignos de mención son la cremación de los muertos, el uso de bermellón en la cabeza por parte de las mujeres casadas y diversos rituales matrimoniales. En la literatura, muchos relatos clásicos y puranas tienen versiones hindúes, budistas o jainistas. Las cuatro tradiciones tienen nociones de karma, dharma, samsara, moksha y diversas formas de yoga.

#### Mitología
Rama es una figura heroica en todas estas religiones. En el hinduismo es el Dios encarnado en forma de rey principesco; en el budismo, es un Bodhisattva encarnado; en el jainismo, es el ser humano perfecto. Entre los Ramayanas budistas se encuentran: Vessantarajataka, Reamker, Ramakien, Phra Lak Phra Lam, Hikayat Seri Rama, etc. También existe el Khamti Ramayana entre la tribu Khamti de Asom, en el que Rama es un Avatar de un Bodhisattva que se encarna para castigar al rey demonio Ravana (B.Datta 1993). El Tai Ramayana es otro libro que narra la historia divina en Asom.

### Diferencias
Los críticos señalan que existen grandes diferencias entre las distintas religiones indias, e incluso dentro de cada una de ellas Todas las religiones principales se componen de innumerables sectas y subsectas.

#### Mitología
La mitología india también refleja la competencia entre las distintas religiones indias. Una historia popular cuenta cómo Vajrapani mata a Mahesvara, una manifestación de Shiva representada como un ser maligno. La historia aparece en varias escrituras, sobre todo en el Sarvatathagatatattvasamgraha y en el Vajrapany-abhiseka-mahatantra.Según Kalupahana, la historia "se hace eco" de la historia de la conversión de Ambattha. Debe entenderse en el contexto de la competencia entre las instituciones budistas y el shaivismo.

## Categorización deĀstikaynāstika
Āstika y nāstika son términos de definiciones diversas que a veces se utilizan para clasificar las religiones indias. La definición tradicional, seguida por Adi Shankara, clasifica a las religiones y a las personas como āstika y nāstika en función de si aceptan o no la autoridad de los principales textos hindúes, los Vedas, como escrituras supremas reveladas. Según esta definición, Nyaya, Vaisheshika, Samkhya, Yoga, Purva Mimamsa y Vedanta se clasifican como escuelas āstika, mientras que Charvaka se clasifica como escuela nāstika. El budismo y el jainismo también se clasifican como religiones nāstika, ya que no aceptan la autoridad de los Vedas.
Otro conjunto de definiciones, notablemente distintas del uso de la filosofía hindú, caracterizan vagamente āstika como "teísta" y nāstika como "atea". Según estas definiciones, Sāṃkhya puede considerarse una filosofía nāstika, aunque tradicionalmente se clasifica entre las escuelas védicas āstika. Desde este punto de vista, el budismo y el jainismo siguen siendo religiones nāstika.
Los budistas y los jainistas no están de acuerdo en que sean nāstika y han redefinido las frases āstika y nāstika según su propio punto de vista. Los jainistas asignan el término nāstika a quien ignora el significado de los textos religiosos, o a quienes niegan la existencia del alma era bien conocida por los jainistas.

## Uso del término "religiones dhármicas"
Frawley y Malhotra utilizan el término "tradiciones dhármicas" para destacar las similitudes entre las distintas religiones indias Según Frawley, "todas las religiones de la India se han llamado el Dharma",y pueden ser:

... puestas bajo el gran paraguas de las "tradiciones dhármicas", que podemos considerar como el hinduismo o las tradiciones espirituales de la India en el sentido más amplio.

Según Paul Hacker, tal como lo describe Halbfass, el término "dharma"

... asumió un significado y una función fundamentalmente nuevos en el pensamiento indio moderno, a partir de Bankim Chandra Chattopadhyay en el siglo XIX. Este proceso, en el que el dharma se presentó como un equivalente de la noción occidental de "religión", pero también como una respuesta a ella, refleja un cambio fundamental en el sentido hindú de la identidad y en la actitud hacia otras tradiciones religiosas y culturales. Las herramientas extranjeras de "religión" y "nación" se convirtieron en instrumentos de autodefinición, y arraigó un nuevo y precario sentido de la "unidad del hinduismo" y de la identidad tanto nacional como religiosa.

El énfasis en las similitudes y la unidad integral de las creencias dhármicas ha sido criticado por pasar por alto las enormes diferencias entre las distintas religiones y tradiciones indias, e incluso dentro de ellas Según Richard E. King, es típico de la "apropiación inclusivista de otras tradiciones"del neovedanta:

La apropiación inclusiva de otras tradiciones, tan característica de la ideología neovedanta, aparece en tres niveles básicos. En primer lugar, se manifiesta en la sugerencia de que la filosofía (advaita) vedanta de Sankara (siglo VIII de nuestra era) constituye la filosofía central del hinduismo. En segundo lugar, en el contexto indio, la filosofía neovedanta subsume las filosofías budistas en términos de su propia ideología vedántica. Buda se convierte en un miembro más de la tradición vedanta, limitándose a intentar reformarla desde dentro. Por último, a escala mundial, el neovedanta coloniza las tradiciones religiosas del mundo al defender la centralidad de una posición no dualista como philosophia perennis subyacente a todas las diferencias culturales.

El "Council of Dharmic Faiths" (Reino Unido) considera que el zoroastrismo, aunque no es originario del subcontinente indio, también es una religión dhármica.

## Estatus de los no hindúes en la República de la India
La inclusión de budistas, jainistas y sijes en el hinduismo forma parte del ordenamiento jurídico indio. La Ley de Matrimonio Hindú de 1955 "define como hindúes a todos los budistas, jainistas, sijes y a cualquiera que no sea cristiano, musulmán, parsi (zoroastriano) o judío" Y la Constitución india dice que "se entenderá que la referencia a los hindúes incluye una referencia a las personas que profesan la religión sij, jainista o budista".
En un recordatorio judicial, el Tribunal Supremo indio consideró que el sijismo y el jainismo son subsectas o tipos "especiales" de fe dentro del más amplio rebaño hindú y que el jainismo es una denominación dentro del rebaño hindú. Aunque el Gobierno indio consideró a los jainistas como una comunidad religiosa importante desde el primer censo realizado en 1873, después de la independencia en 1947 los sijes y los jainistas no fueron tratados como minorías nacionales. En 2005, el Tribunal Supremo de la India se negó a emitir un mandamiento judicial que concediera a los jainistas el estatus de minoría religiosa en toda la India. No obstante, el Tribunal dejó en manos de los respectivos estados la decisión sobre el estatus de minoría de la religión jainista.
Sin embargo, algunos Estados han discrepado en las últimas décadas sobre si los jainistas, budistas y sijes son minorías religiosas o no, ya sea dictando sentencias o aprobando leyes. Un ejemplo es la sentencia dictada por el Tribunal Supremo en 2006, en un caso relativo al estado de Uttar Pradesh, que declaró que el jainismo es indiscutiblemente distinto del hinduismo, pero mencionó que "la cuestión de si los jainistas forman parte de la religión hindú está abierta a debate". Sin embargo, el Tribunal Supremo también señaló varios casos judiciales que han considerado que el jainismo es una religión distinta.
Otro ejemplo es el proyecto de ley de libertad religiosa de Guyarat, que es una enmienda a una legislación que pretendía definir a jainistas y budistas como denominaciones dentro del hinduismo. En última instancia, el 31 de julio de 2007, el gobernador Naval Kishore Sharma devolvió el proyecto de ley de libertad religiosa de Guyarat (enmienda) de 2006, por considerar que no se ajustaba al concepto de libertad religiosa consagrado en el artículo 25 (1) de la Constitución, citando las protestas generalizadas de los jainistas, así como la observación extrajudicial del Tribunal Supremo de que el jainismo es una "religión especial formada sobre la base de la quintaesencia de la religión hindú por el Tribunal Supremo".